# Technokultur
Die Technokultur ist eine Jugendbewegung, die sich während der 1990er Jahre entwickelte, und beschreibt die Subkultur um die Musikrichtung Techno als Technoszene im engeren und die elektronische Tanzmusik im weiteren Sinn.

## Musik
Im Vordergrund der Technoszene steht elektronische Musik, die aufgrund ihrer rhythmisch-monotonen Struktur oder ihres sphärischen Klanges an alte Stammesrituale erinnert. Tanz und Ekstase sind auch hier wichtige Bestandteile. Die weitgehend textfreie, manchmal auch melodiefreie Musik eröffnet in ihrer Abstraktheit unterschiedliche Interpretationsmöglichkeiten. Die Technoszene betrachtete sich von Anfang an als friedliche Bewegung, in der Toleranz und Akzeptanz, aber auch Hedonismus große Bedeutung zugeschrieben bekamen: Viele unterschiedliche Menschen vereint von der Begeisterung für eine gemeinsame Musik. Viele Veranstaltungen griffen Themen der Hippie-Bewegung auf, wie „Summer of Love“ oder „Woodstock-Festival“. Unter anderem durch die Loveparade entstand schnell das Motto „Peace, Love, & Unity“. Andere interpretierten Techno als Pop-Avantgarde, als Weiterentwicklung von Innovationen, die die Futuristen, die konkrete Musik und die Atonal-Festivals vorbereitet hatten.
Im Rahmen der Kommerzialisierung stellten sich auch in der Einstellung zur Musik Veränderungen ein, die innerhalb der Clubszene kontrovers diskutiert wurden. An die Stelle der oben genannten Philosophien trat zunehmend eine Haltung des stimulierten Konsums, nach dem Motto „Höher, Schneller, Weiter“. So etablierten sich auch in der Technokultur schnell charakteristische Muster, die oft mit den Schlagworten Erlebnis- oder Spaßgesellschaft zusammengefasst wurden (zum Teil als Kompensation zur modernen Leistungsgesellschaft interpretiert). Ihre Prioritäten liegen stärker auf Freizeitkonsum und Unterhaltung. Mit schrillen und farbenfrohen Outfits heben sie sich von der Elterngeneration ab und wollten Lebensfreude zum Ausdruck bringen. Technologie und Energie zählten zu den grundlegenden Elementen der Bewegung.
Während Techno 1994 als neue Jugendkultur besonders stark an Popularität gewann, wurde von Jürgen Laarmann und DJ WestBam der umstrittene Begriff „Raving Society“ verkündet, mit der Vision, die Technokultur durch weiteren Zuwachs auf die gesamte Gesellschaft übertragen zu können.

## Tonträger

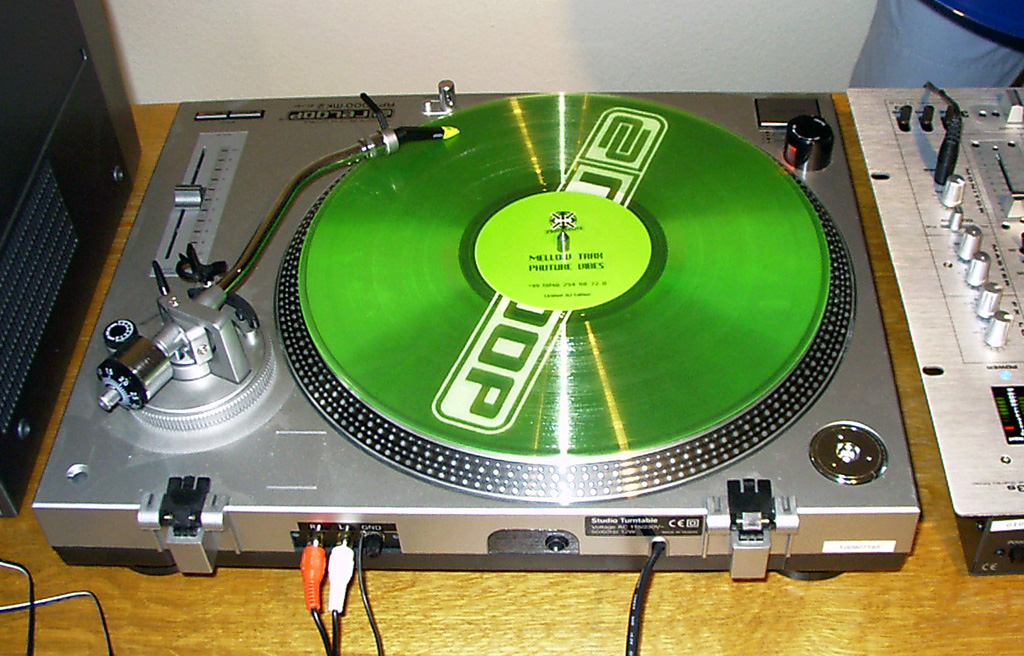
Transparente, grüne Schallplatte aus Vinyl

Da die Musik meist vom DJ präsentiert und überwiegend im Underground zelebriert wurde, erschienen die ersten Platten meist nur in kleiner Auflage und waren großteils ausschließlich auf Vinyl erhältlich. Durch das Mitschneiden von ganzen DJ-Sets auf Musikkassetten wurde das sogenannte Mixtape ein begehrtes Objekt. Mit zunehmender Verbreitung des Datenformates MP3 entstanden die ersten Netlabels, deren Künstler ihre Musik zum freien Download zur Verfügung stellten.
Neben der altbewährten Schallplatte nutzen viele DJs heute Abspieler für digitale Medien wie CDJs (Pioneer), Denon DJ oder Computer, auf denen Programme über einen Controller gesteuert werden.
Ein Digital Vinyl System ermöglicht es, herkömmliche Plattenspieler mittels Timecode-Vinyl als Controller zu verwenden. Hierbei ist die Latenz mittlerweile so gering, dass in der Regel kein Unterschied zu herkömmlichen Schallplatten feststellbar ist.

## Kleidung

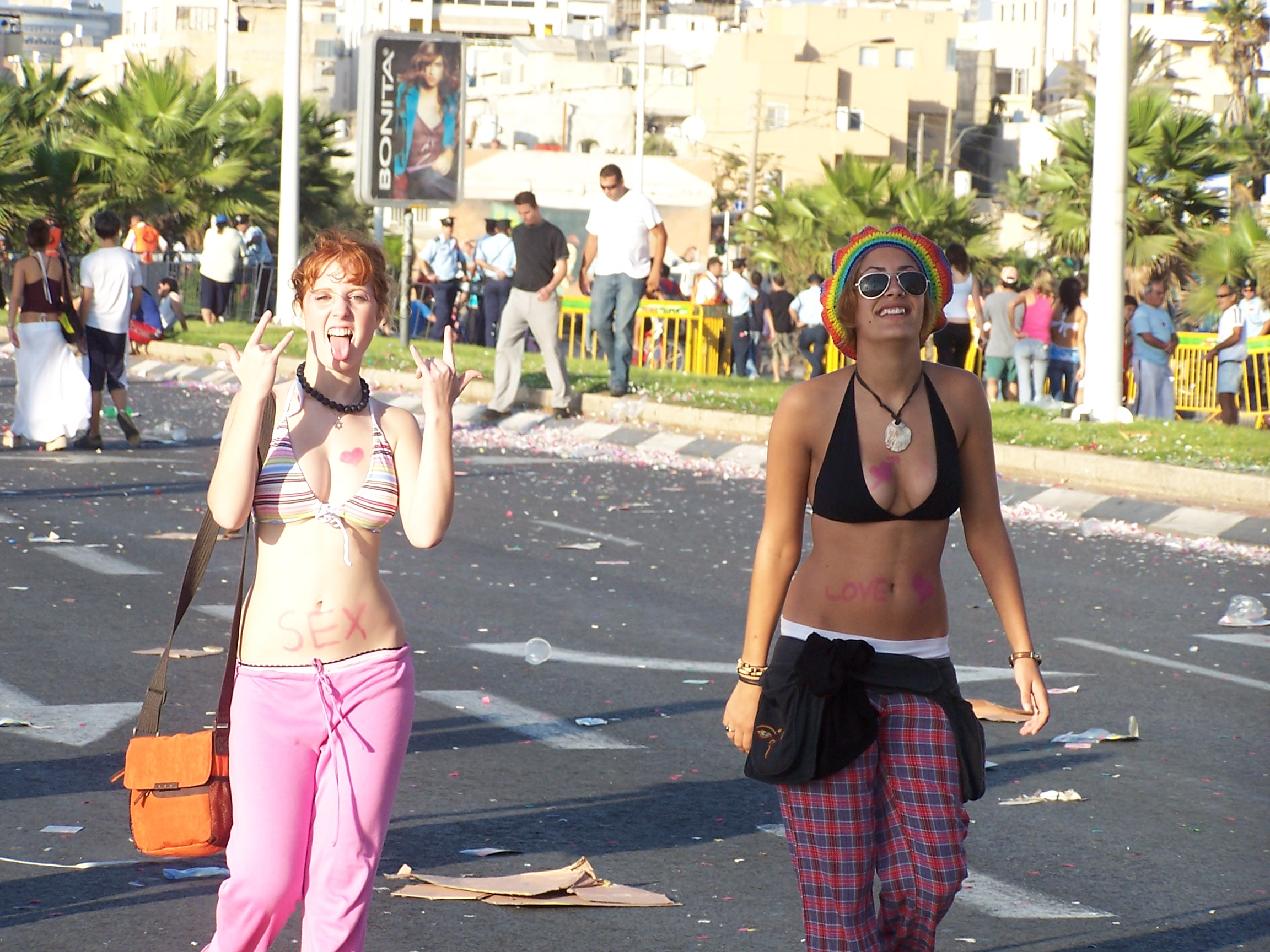
Zwei Raver auf der Loveparade in Tel Aviv

In ihren Anfängen war die Szene durch individuelles Auftreten und ausgefallene Bekleidungsideen geprägt. Beliebte Themen waren Plastik-Ästhetik, verschiedene Fetisch-Stile, 1970er-Jahre, Second-Hand-Optik, Tarnkleidung, Retro-Sportkleidung und Science Fiction. Auf frühen Partys wurden zum Teil auch Schutzanzüge oder orange Warnwesten, Trillerpfeifen sowie Gas- und Atemschutzmasken getragen. Ein weiterer verbreiteter Stil war das Tragen von Schnullern, oft in Kombination mit weißen Handschuhen oder Glowsticks. Großer Beliebtheit erfreuten sich T-Shirts, zum Teil auch Jacken oder Basecaps, mit szenetypischen Motiven oder Logos von Plattenlabels, populären Techno-Clubs oder Veranstaltungen. Bald waren in der Mode auch 1970er-Jahre Sportanzüge, Second-Hand-Schlaghosen und andere Elemente der oben genannten Themen vertreten. Nach 1992 entwickelten sich daraus erste kommerzielle Mode-Trends, die von der Bekleidungsindustrie aufgegriffen und unter dem Begriff Clubwear oder Streetwear angeboten wurden. Bei Clubwear handelte es sich seitdem immer öfter um teure Markenartikel, manchmal auch kombiniert mit verschiedenen Accessoires. Entsprechend nahm die Vereinheitlichung der getragenen Kleidung immer mehr zu. Auch auf Partys in den Clubs begannen sich zeitverzögert verschiedene gleichförmige Stile aus enganliegenden Nylon-Shirts, engen Nylon-Steppwesten, Neopren-Jacken, Nietengürteln, Kleidungsstücken aus Flokati, sowie Schlaghosen oder Plateauschuhen zu etablieren und individuellere Kleidungsstil-Varianten mehr und mehr abzulösen. Verbreitete Zubehörartikel waren Arm- und Halsbänder, Federboas, Ringe und UV-Knicklichter (auch als „Glowsticks“ bezeichnet, wurden beim Tanzen benutzt um Figuren darzustellen) sowie Plattentaschen. Auch das Piercing etablierte sich als Modeaccessoire, vor allem im Gesicht, unter bestimmten Anhängern der Technobewegung, wobei Keith Flint, Sänger und Tänzer der Band The Prodigy, maßgeblich dazu beigetragen haben dürfte.

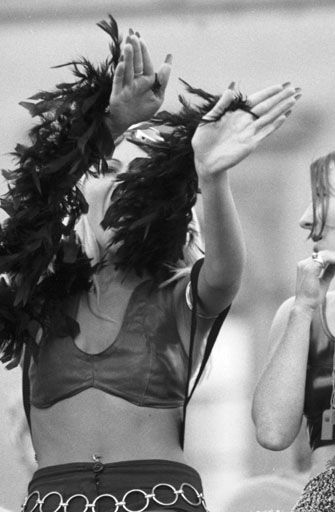
Raver mit Federboa

Beliebte Marken waren beispielsweise Meucci, Amok, JP, Cordon, Freeman T.Porter, PsychoCowboy bei Kleidung, S-Wear oder Buffalo bei Schuhen. Diese Form der Kleidung sorgte jedoch innerhalb der Szene für einige Kontroversen bezüglich Kommerz, Underground und Individualität.
Auch entwickelten sich unterschiedliche Dresscodes für die verschiedenen Unterbereiche der Szene. So kleidete sich zum Beispiel der typische Gabber-Anhänger deutlich anders als der typische Raver, aber es blieben gemeinsame Grundzüge erkennbar.
Heutzutage bleibt der Kleidungsstil der Technokultur genau wie ihre Anhängerschaft heterogen. Während in Clubs wie dem Berliner Berghain offenbar ein dem Gothic entlehnter dunkler Farbstil favorisiert wird – was nicht zuletzt am Türsteher Sven Marquardt zu sehen ist – sind in manchen anderen Clubs oder auf Großveranstaltungen nicht selten bunte Accessoires wie leuchtende Armbänder und viel nackte Haut zu sehen. Auf Festivals wie der Fusion vermischen sich ebenfalls bunte Elemente aus der Antifa-Bewegung mit der Hippiekultur.

## Design
Nachdem die Techno-Kultur anfangs noch etliche genre-fremde visuelle Elemente älterer Musikszenen aufgriff (so orientierte die Gestaltung von Techno-Compilations und -Alben sich häufig an House und der „Working Class“-Ästhetik der EBM-Szene), entwickelte sie ab etwa 1991, insbesondere im Grafikdesign, allmählich eine eigene Bildersprache, die schon kurze Zeit später Eingang in andere Kulturbereiche fand und die Entstehung einer eigenen Techno-Kunst forcierte.
Der Ursprung dieser Kunstform liegt u. a. in der Ausarbeitung szeneeigener Flyer, d. h. „Programmzettel“, meist im A6-Format, die der Ankündigung von Techno-Veranstaltungen in den Techno-Clubs dienen. Diese waren zu Beginn zwar noch mit wechselhaften, ausgefallenen Motiven bedruckt, bald bildete sich jedoch ein eigener Stil mit eigenen Schrifttypen heraus. Zunächst wurden dabei aufwendige Computeranimationen mit typisch synthetischen Farben (zum Beispiel grelle Neontöne) bevorzugt, begleitet von Schrifttypen, die eckige, ebenfalls technisch-„computerhafte“ Formen aufwiesen.
Parallel dazu entwickelte sich ein minimalistischer Stil, in dem die Gestaltungselemente auf ein Minimum heruntergefahren wurden und in denen Schwarz-Weiß und nur zwei- oder dreifarbige Gestaltungen eine Rolle spielten; die Schrifttypen dieser Bewegung waren ähnlich simpel wie die früherer Computer. Auch gab es Richtungen, die sehr eigene Design-Stile entwickelten, wie etwa die Hardcore-Techno-Sparte, die sich am Design von Horrorfilm-Kinoplakaten und Horror-Comic-Bereich orientierten, oder die vom „psychedelischen“ Design der 1960er Jahre beeinflusste Psytrance-Bewegung.
Ab etwa 1995 vervielfältigten sich die Stilformen im Techno-Design allerdings deutlich; es wurden zudem vermehrt „Retro“-Elemente eingebaut, die an frühere Epochen erinnern.
Um welche Stilrichtung des Techno es sich handelt, ist daher häufig bereits am Design zu erkennen. Minimalistische, schwarz-weiße Designs deuten meist auf Acid Techno oder Freetekno-Veranstaltungen hin, während aufwändig und futuristisch gestaltete Flyer, mit Einsatz von Farben und Science-Fiction-ähnlichen Gestaltungselementen, und manchmal auch Fotos von Models oder DJs, meist auf Veranstaltungen des Hardtechno- oder Schranz-Stils hinweisen. In der Goa-Szene werden häufig indische Motive und psychedelische Muster verwendet.

## Veranstaltungen

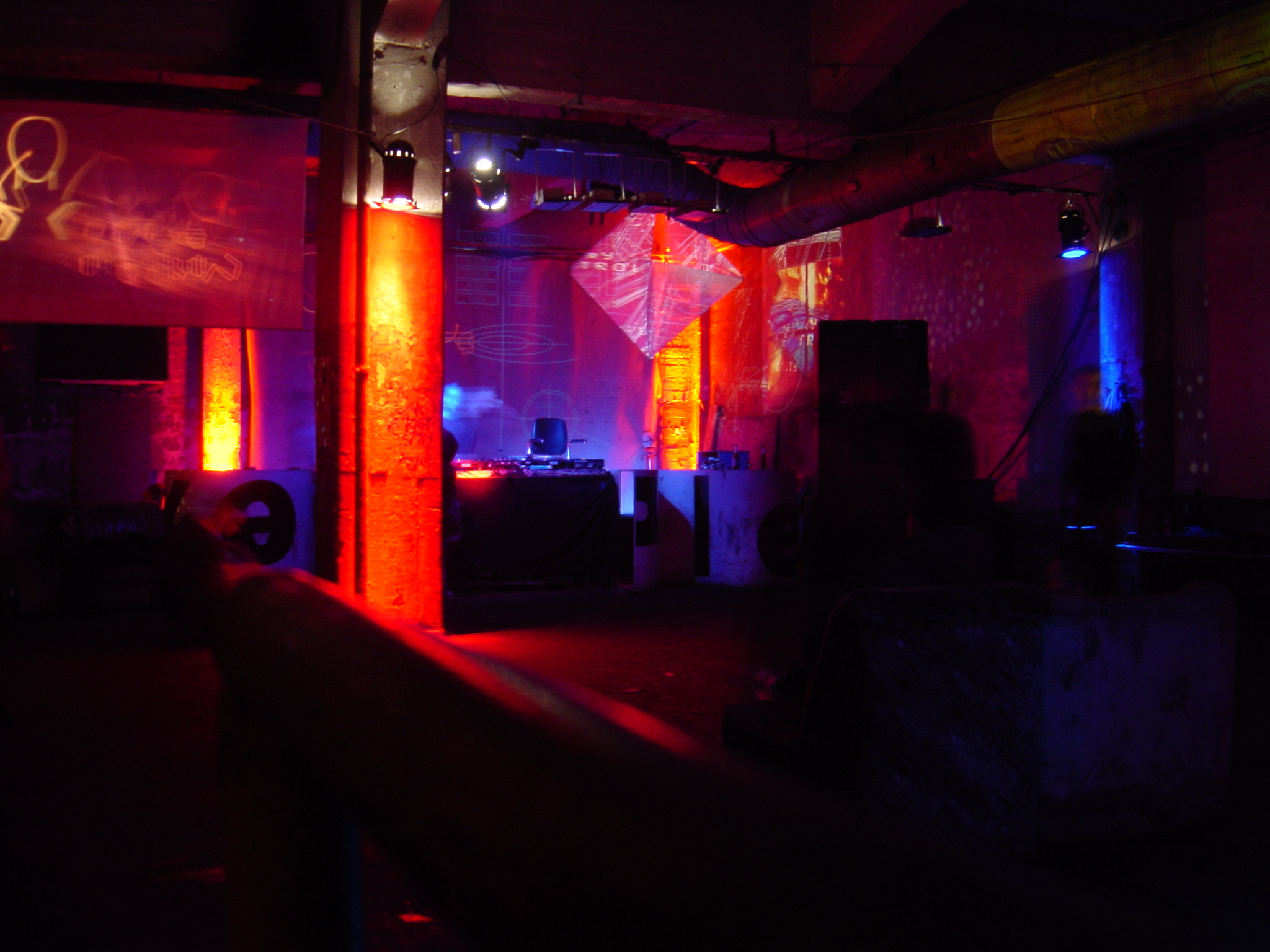
Raumgestaltung im Deli an der Schillingbrücke

Aufgrund der Bedeutung von Ekstase und Tanz in der Techno-Kultur haben sich auch Tanzveranstaltungen (Partys: Partys in Clubs, Open-Air-Partys, Spontan-Partys, Raves etc., siehe unten) zu den charakteristischsten Veranstaltungsarten der Techno-Szene entwickelt. Im Vergleich zu anderen Jugend-Musik-Kulturen spielt die Veranstaltungsform des Konzerts im Techno-Bereich kaum eine Rolle.
Mit den Ursprüngen der Techno-Bewegung sind vor allem Partys in kargen Räumen mit düsterer Atmosphäre, Industrie-Charakter und wenig Einrichtung verbunden, wie zum Beispiel dunkle Keller, leerstehende Lagerhallen und alte Fabrikgelände. Die Örtlichkeiten werden Techno Clubs oder einfach „Clubs“ genannt. Erstmals wurden hier verschiedene Tracks nicht nacheinander abgespielt, sondern von einem DJ auf gleiche Geschwindigkeit gebracht und zusammengemixt. Die Clubs sind oft nach dem früheren Zweck der Räumlichkeiten benannt, wie Tresor (Tresorräume des Kaufhauses Wertheim), Bunker, Rohstofflager oder E-Werk. Sie sind mit ihren regelmäßigen Veranstaltungen noch heute eine wichtige Institution der Technokultur.
Techno-Veranstaltungen haben aufgrund der monotonen Musik und des Drogenkonsums starke Ähnlichkeiten mit ethnischen Trance- und Tanzritualen. Gefeiert wird länger und exzessiver als in gewöhnlichen Diskotheken. So entwickelten sich auch schnell sogenannte Afterhour-Veranstaltungen, die im Anschluss an die eigentliche Party beginnen und besucht werden, um die Nacht ausklingen zu lassen oder noch weiter hinauszuzögern.
Mit dem sehr schnellen Wachstum der Szene gab es zusätzlich immer häufiger große Einzelveranstaltungen, sogenannte Raves wie die Mayday, die Nature One auf der Raketenbasis Pydna bei Kastellaun und die Timewarp in Mannheim.
Bei der Beurteilung dieser Veranstaltungen gehen die Meinungen in der mittlerweile sehr vielfältigen Technoszene sehr weit auseinander. Manchen sind diese zu kommerziell, allerdings werden unterschiedliche Raves sehr unterschiedlich beurteilt. Kritisiert wird auch die so genannte Ballermann-Mentalität auf manchen Raves. Kritiker bevorzugen häufig kleine („undergroundigere“) Clubs.

Freeteknoparty

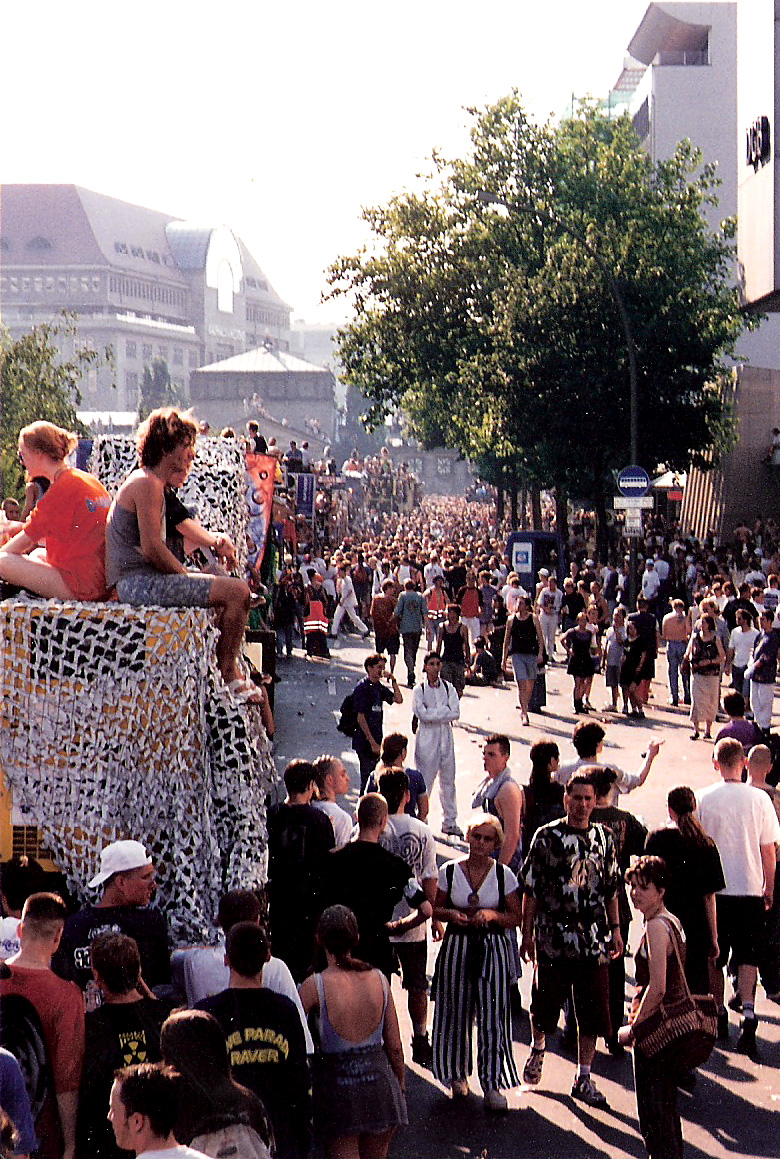
Loveparade 1995 am Wittenbergplatz

Im Gegensatz zu den profitorientierten „Rave-Veranstaltungen“ stehen die Festivals und Partys der Freetekno-Szene. Solche Freetekno-Partys oder -Festivals werden von Freetekno Soundsystemen veranstaltet und unterscheiden sich auch in der gespielten Musik von den anderen Techno-Genres, wobei allerdings eine Anlehnung zu Acid Techno erkennbar ist. Die meisten dieser Veranstaltungen werden im Schneeballsystem angekündigt, um einem Zugriff durch die Polizei vorzubeugen, da sie meist keinerlei Sicherheits- oder anderen gesetzlichen Auflagen nachkommen und daher behördlich nicht genehmigt sind. Nur verhältnismäßig wenige Freetekno-Partys werden einer breiteren Öffentlichkeit bekannt, wie zum Beispiel die großen jährlichen Festivals CzechTek, SouthTek oder FranceTek. Zwar können somit wesentlich mehr Besucher angezogen werden, doch ist eine Konfrontation mit staatlichen Sicherheitsbehörden meist vorbestimmt.
Eine weitere Veranstaltungsart sind Technoparaden, die in Form einer Massenkundgebung auf der Straße von Großstädten stattfinden und vielerorts als Demonstration (meist für Frieden und Toleranz) deklariert werden. Ursprung und prominentestes Beispiel war die ab 1989 stattfindende Loveparade. Die zunehmende Kommerzialisierung solcher Veranstaltungen spaltete die Geister in der Szene, und ab der zweiten Hälfte der neunziger Jahre entstanden Gegenbewegungen wie die Fuckparade in Berlin, die Antiparade in Zürich oder die FreeRePublic in Wien.
Insgesamt drei Mal fand im E-Werk 1994–1996 die Veranstaltung Chromapark als Ausstellung, Messe und Party statt, wobei Techno-Kunst und visuelle Gestaltungsformen der Technokultur präsentiert wurden.

## Persönlichkeiten
Nach dem Personenkult in der Rock-Szene gab es viele Musiker, die sich von jener Starattitüde entfernen wollten. Die gesamte Aufmerksamkeit sollte der Musik gelten und nicht dem Musikproduzenten. Viele Künstler verwendeten für unterschiedliche Veröffentlichungen auch unterschiedliche Namen und verhinderten so, dass sie als Personen bedeutend wurden.
Stattdessen wurde der Disc-Jockey zum Held der tanzenden Menge. Auffallende Persönlichkeiten wie Sven Väth standen schnell im Mittelpunkt. Trotz der eigentlichen Absicht und den Bemühungen der Urväter entstand schnell eine Szene mit einem Personenkult, der den früheren Rock-Stars in nichts nachstand.

## Underground und Kommerzialisierung
Wie die meisten Jugendkulturen entstand auch die Technobewegung als Ideologie. Lange Zeit hatte die Szene jedoch mit der Kommerzialisierung ihrer Kultur zu kämpfen. Die Musik fand immer größeren Zulauf. Schnell wurde das kommerzielle Potenzial der Szene entdeckt und ausgeschöpft. Großanlässe wurden von namhaften Firmen gesponsert und fanden in modernen Messehallen oder auf Open-Air-Arealen statt. Neben den Tanzflächen bzw. -hallen (sogenannte „Floors“) wurden weite Bereiche für Merchandising genutzt oder an Verkäufer (DJ-Bedarf, Mode usw.) vermietet. Unzählige Jungunternehmer versuchten als Veranstalter Fuß zu fassen, um an „das große Geld“ zu kommen. Konkurrierende Raves warben sich gegenseitig die Besucher ab und es häuften sich Pressemitteilungen über Organisatoren, die mit unlauteren Mitteln arbeiteten. Viele Unternehmen kopierten Musik und Kleidung der Szene, um sie massenkompatibel zu vermarkteten. Mit dem Zuwachs der Besucherzahlen der Loveparade und den steigenden Kosten wandelte sich die Parade im Lauf der Jahre zu einem Volksfest. Mit der Assoziation von Techno und Energie ließen sich Energydrinks auf Raves besonders gut verkaufen, woraufhin eine Vielzahl von mit Guaraná, Coffein oder Taurin angereicherten Getränken entwickelt wurde.
Kritisiert wird oft das Verschwinden früherer, revolutionärer Ideale mit dem zunehmenden kommerziellen Ausverkauf der Jugendkultur sowie dem damit zusammenhängenden Qualitätsverlust von Musik und Veranstaltungen. Heute sind die Grenzen zwischen der kommerziellen Szene und dem Underground klarer abgesteckt. Während erfolgreiche, kommerzielle Labels und Veranstalter auf bewährte Verkaufskonzepte und eine ganz bestimmte Zielgruppe setzen, hat sich besonders in Großstädten eine alternative Szene verfestigt, die sowohl ursprüngliche Elemente beibehält als auch weiterhin als innovativer Motor der Bewegung fungiert.

## Politik

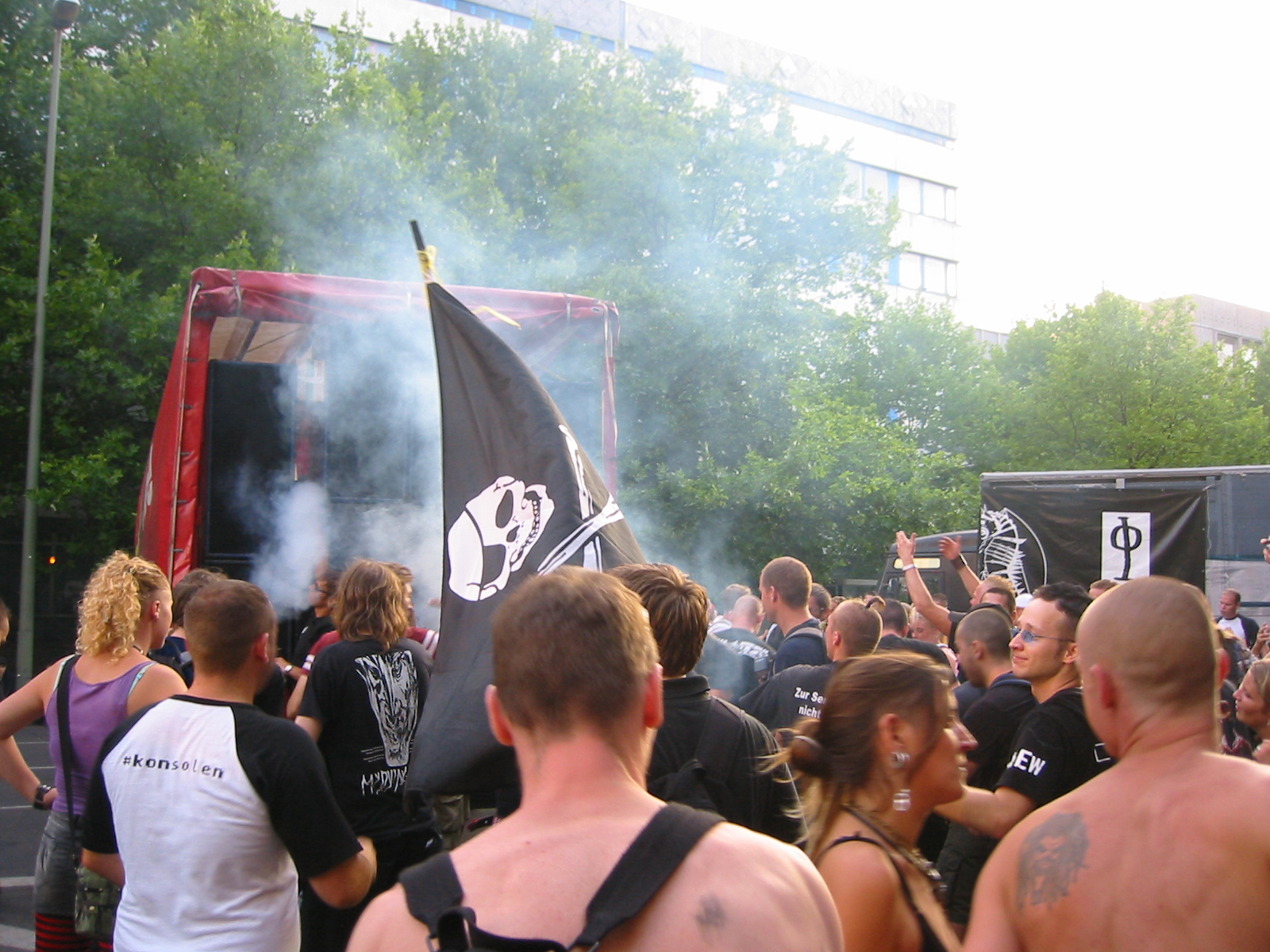
Fuckparade im Jahr 2006

Lange Zeit wurde die Frage diskutiert, inwieweit die Technobewegung politische Inhalte transportiere oder lediglich eine Spaßbewegung darstelle. Ausschlaggebend hierfür war vor allem die Loveparade, die elf Jahre lang als angemeldete Demonstration genehmigt wurde und 2001 wegen angeblich fehlenden politischen Inhalten ihren Demonstrationsstatus aberkannt bekam. Daraufhin wurde auch der Fuckparade dieser Status aberkannt, da diese das Konzept mit den musikalisch beschallten Wagen übernommen hatte. Deren politische Motivation war jedoch zumindest innerhalb der Technoszene im Gegensatz zur Loveparade nicht umstritten und die politischen Forderungen eindeutig formuliert. Während sich die Loveparade anschließend offiziell als kommerzielle Veranstaltung weiterentwickelte, wurde die Fuckparade spätestens nach einem Urteil vom 16. Mai 2007 vollständig als politische Demonstration akzeptiert, die sich vor allem für den Erhalt subkultureller Freiräume engagiert und zudem zu Demonstrationen gegen unter anderem Rechtsextremismus, Prekarisierung und staatliche Repressionsmaßnahmen mobilisierte. Auch der Tanz etablierte sich zunehmend als Ausdrucksform subkultureller Bewegungen, um auf politische Missstände aufmerksam zu machen.

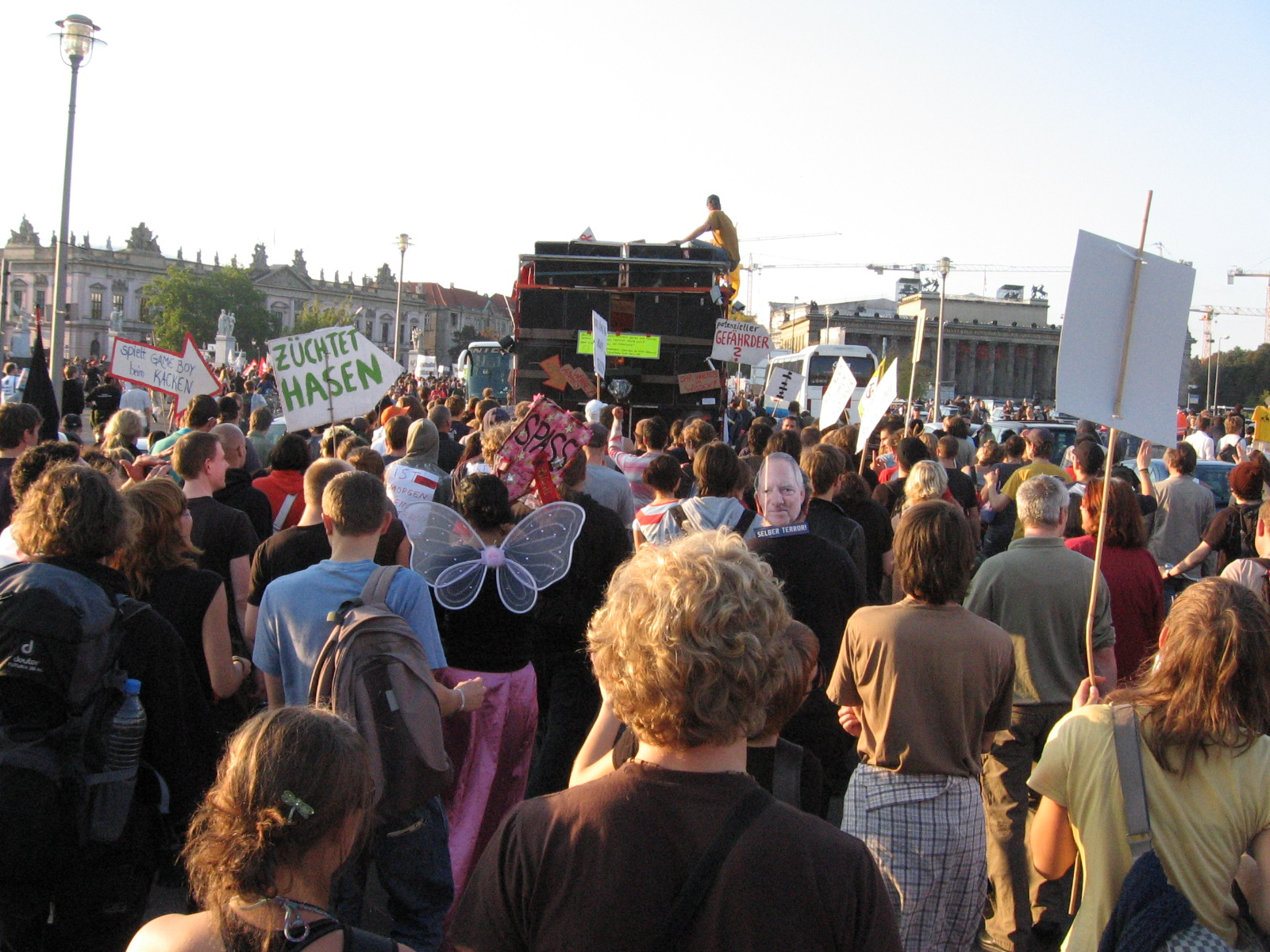
Technowagen der Hedonistischen Internationalen auf einer Großdemonstration

So tritt seit 2006 häufig auch das Netzwerk Hedonist International sowohl als linkspolitisches als auch der Techno- und Partyszene verbundenes Aktivistennetzwerk bei politischen Veranstaltungen auf, um die Freude am Protest zu betonen.
Während die subkulturelle Musikkultur Gabber, wie die gesamte Technoszene auch, keine politische Bewegung darstellt, fanden sich hier jedoch zunehmend sowohl Anhänger aus der rechtsextremen Szene als auch Linksradikale und Autonome. Ebenso bildet Gabber die zentrale musikalische Ausdrucksform der Fuckparade. Zu den bekannten Vertretern des Gabba, Hardcore Techno und Breakcores aus dem linksradikalen Spektrum zählen beispielsweise die Mitglieder der Band Atari Teenage Riot.
Ebenso der autonomen Bewegung angehörig ist die Freetekno-Szene, welche eine Gegenvariante der kommerziellen Rave- und Techno-Bewegung darstellt und von Einflüssen aus der Hippiebewegung geprägt wurde.
2015 gab es mit dem Zug der Liebe erneut eine Techno-Parade in Berlin, die als Demonstration angemeldet war und tatsächlich auf Sponsoring oder andere kommerzielle Inhalte verzichtete. Nach Angaben der Macher sollte protestiert werden für mehr Mitgefühl, mehr Nächstenliebe und soziales Engagement. Konkrete Forderungen waren u. a. „eine menschliche Lösung der europaweiten Flüchtlingsproblematik, eine kulturorientierte Senatspolitik, der Erhalt von Grünflächen, Leben ohne Armut und Gentrifizierung, mehr Jugendförderung, eine nachhaltige Stadtentwicklung und ein tolerantes Zusammenleben ohne Pegida“. 2016 folgte die zweite Parade.

## Drogen

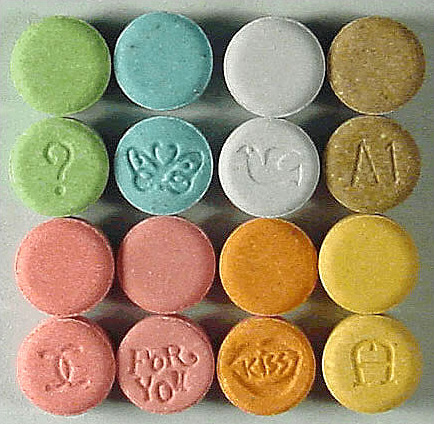
Ecstasy-Tabletten

Kritiker meinen, Drogen wie Ecstasy und Amphetamine seien oftmals mit der Techno-Szene verbunden. Die Menge an illegalen Substanzen, die Behörden bei Razzien an Techno-Partys Anfang der 1990er beschlagnahmt hatten, löste in den Medien eine hitzige Debatte aus. Infolgedessen begannen Vereine wie Eve & Rave und Veranstalter mit Aufklärungskampagnen über die Risiken und Gefahren dieser Drogen, richteten an Großveranstaltungen Informationsstände ein und verteilten durch Drogenscouts Merkblätter (siehe Drug-Checking). Mit der zunehmenden Popularität und Chartpräsenz von Techno-Veröffentlichungen stand das Thema jedoch zunehmend weniger im Fokus, das heißt, die Musik und die Kultur wurden in der öffentlichen Wahrnehmung nicht mehr ausschließlich mit Drogenkonsum in Verbindung gebracht.

## Verbreitung
Laut Umfragen stagniert der Anteil der Bevölkerung, der überhaupt Techno hört. So wird für die Jahre 2012 bis 2015 jährlich fast unverändert in der deutschen Bevölkerung ab 14 Jahren mit rund 15 Millionen Menschen gerechnet, die „gern“ oder „sehr gern“ die Musikstile „Techno und House“ hören. Dabei ist aber unklar, ob sich diese Personen auch der „Technokultur“ bzw. einer „Szene“ zugehörig fühlen, bzw. ob es hier eine Entwicklung gibt.
In den Sinus-Milieus wird der Teilgruppe Sinus C2 (Experimentalisten) explizit zugeschrieben, gerne an „Techno-Events“ teilzunehmen. Diese Gruppe macht etwa 6,3 Prozent der deutschen Bevölkerung aus und hat eine sehr progressive Werthaltung, ist aber eher der unteren bis mittleren Mittelschicht zuzurechnen. Diese Milieugruppe identifiziert sich jedoch einerseits ausdrücklich nicht ausschließlich über diesen Musikstil, andererseits ist offensichtlich, dass auch Angehörige anderer Schichten mitunter in der Techno-Szene unterwegs sind, so dass eine insgesamt heterogene Zusammensetzung zu erwarten ist. So ist auch zu erklären, dass House-DJs wie David Guetta unter dem Schlagwort Electronic Dance Music (EDM) einerseits ein Millionenpublikum anlocken, andererseits von Teilen des Publikums stringent abgelehnt werden.

## Lokale Technoszenen

### Deutschland

#### Berlin

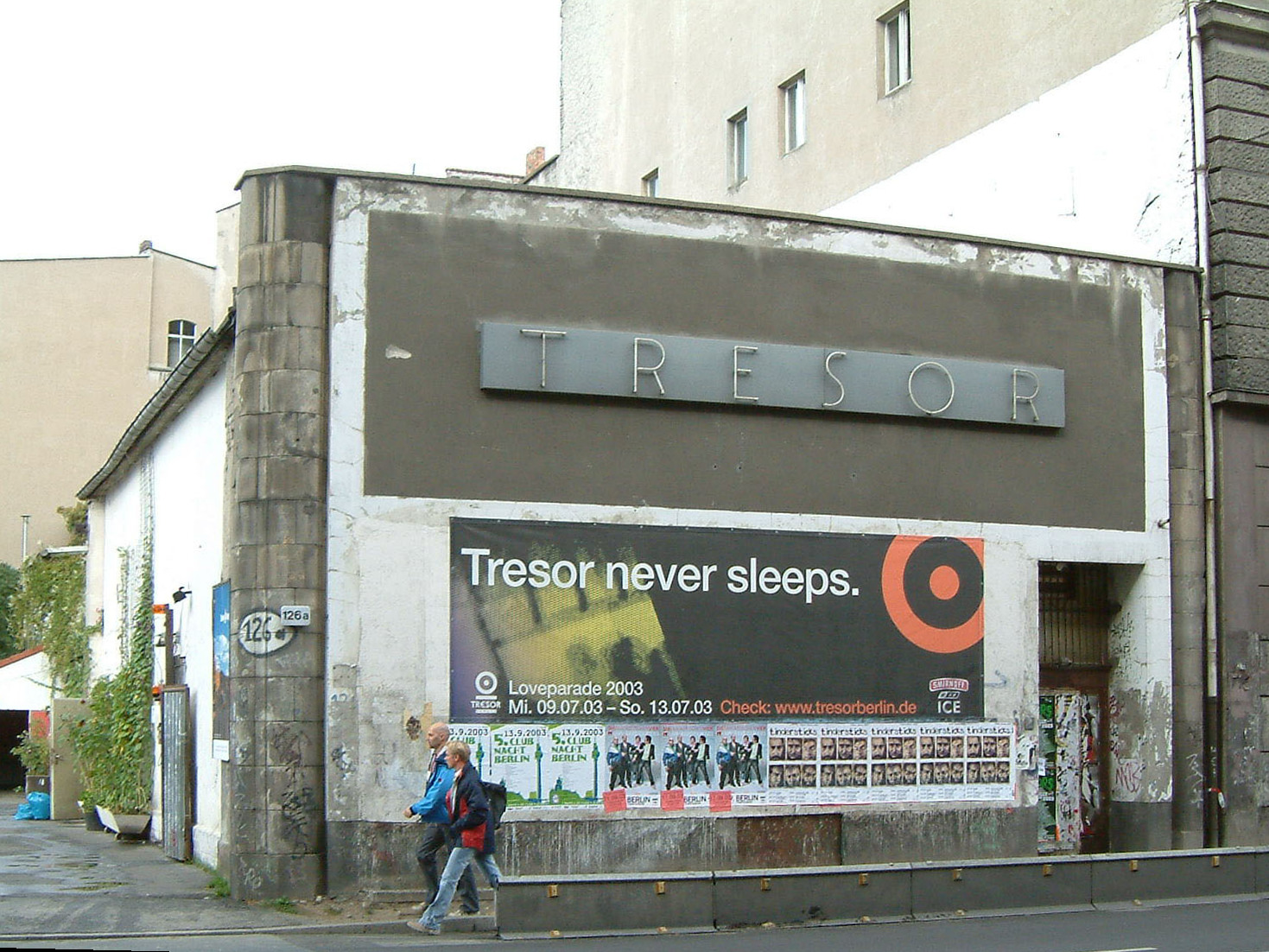
Tresor in der Leipziger Straße (2003)

Berlin hat die Entwicklung der Technokultur in Deutschland maßgeblich geprägt und entwickelte sich in den frühen 1990er Jahren zu einem der wichtigsten Zentren der Szene. Begünstigt wurde dies durch rechtliche Besonderheiten wie die nicht vorhandene Sperrstunde sowie die nach dem Fall der Mauer im November 1989 vor allem im Ostteil der Stadt entstehenden Freiräume.
Als erste Acid-House-Clubs Berlins wurden 1988 das Ufo und 1989 die Turbine Rosenheim in West-Berlin eröffnet. Zeitgleich galt die Radiosendung SFBeat bei dem damaligen Sender SFB 2 von Monika Dietl als wichtiges Medium der Szene, in der neben Acid-House-Platten codierte Ausgehtipps für illegale Undergroundpartys durchgegeben wurden. Nach der Wende standen viele Häuser und Industriehallen im Ostteil der Stadt leer, hatten keine geklärten Besitzverhältnisse und boten somit viel Raum für neue Ideen, weswegen hier meist die ersten Clubs entstanden. Die Aufbruchstimmung vieler Neu- und Ostberliner förderte die Entwicklung der neuen Musikrichtung und ihrer Infrastruktur stark. Frühe Techno-Clubs, die kurz nach dem Mauerfall entstanden waren der Tresor (seit 1991), der Planet (1991–1993), der Bunker (1992–1996) und das E-Werk (1993–1997), von denen einige wie der Tresor und das E-Werk bald zu den bekanntesten in Deutschland zählten. Aufgrund der nicht vorhandenen Sperrstunde konnten die Veranstaltungen in Berlin Anfang der 1990er Jahre länger gehen als in anderen Regionen. Zu den ersten Berliner Afterhour-Clubs gehörten der Walfisch (1991–1993) und das EXIT (1993–1994). Bereits früh eröffneten auch erste Techno-Clubs, deren Konzept betont auf sexueller Freizügigkeit und Fetischismus lag, wie ab 1994 der KitKatClub. 1989 zog erstmals die Loveparade über den Kurfürstendamm, die später maßgeblich zu dem Ruf Berlins als Techno-Hauptstadt beitrug. Mit der Fuckparade gibt es seit 1997 auch eine Gegenbewegung. Das Hard Wax gilt als einer der ersten sortierten Plattenläden mit elektronischer Musik und zentraler Treffpunkt der Szene und wurde weltweit bekannt. Der typische Berliner Technosound bewegt sich betont zwischen Minimal Techno und Minimal House. Oft wird in diesem Zusammenhang das Label BPitch Control von Ellen Allien erwähnt. Zu einer beständigen Veranstaltung zählten die Montagabende des Electric Ballrooms im SO36, die von 1995 bis 2005 wöchentlich und auch später noch unter anderem Namen vereinzelt stattfanden.

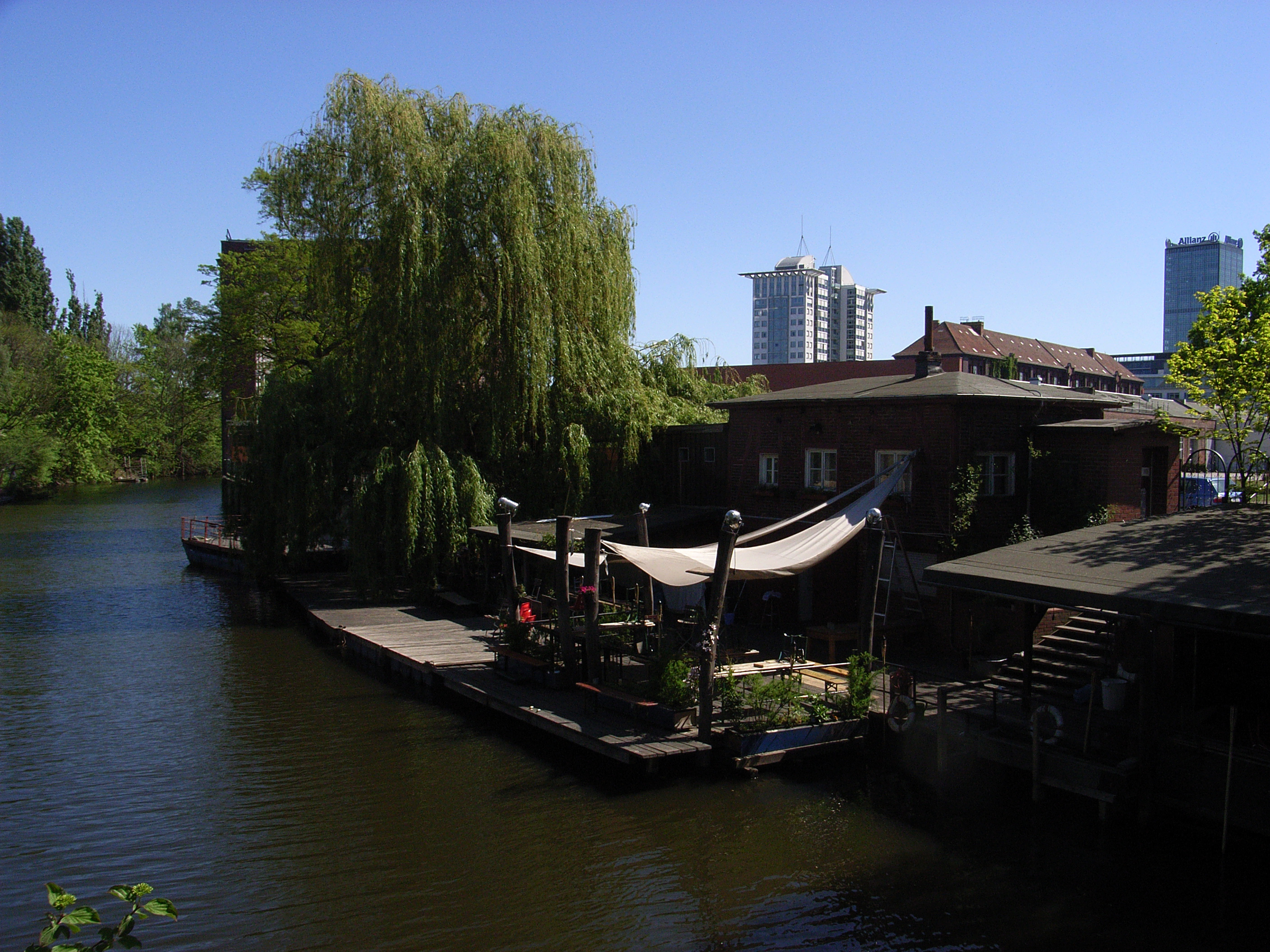
Blick auf den Außenbereich des Clubs der Visionäre im Jahr 2007

Im Laufe der 2000er Jahre entwickelte sich um die Mühlenstraße eine Partymeile entlang der Spreeufer und in den angrenzenden Bezirken Friedrichshain und Kreuzberg, die jedes Wochenende Rave-Touristen aus Europa anzieht. Dieser internationale Techno-Tourismus prägt die Szene und die Konzepte der verschiedenen Clubs.

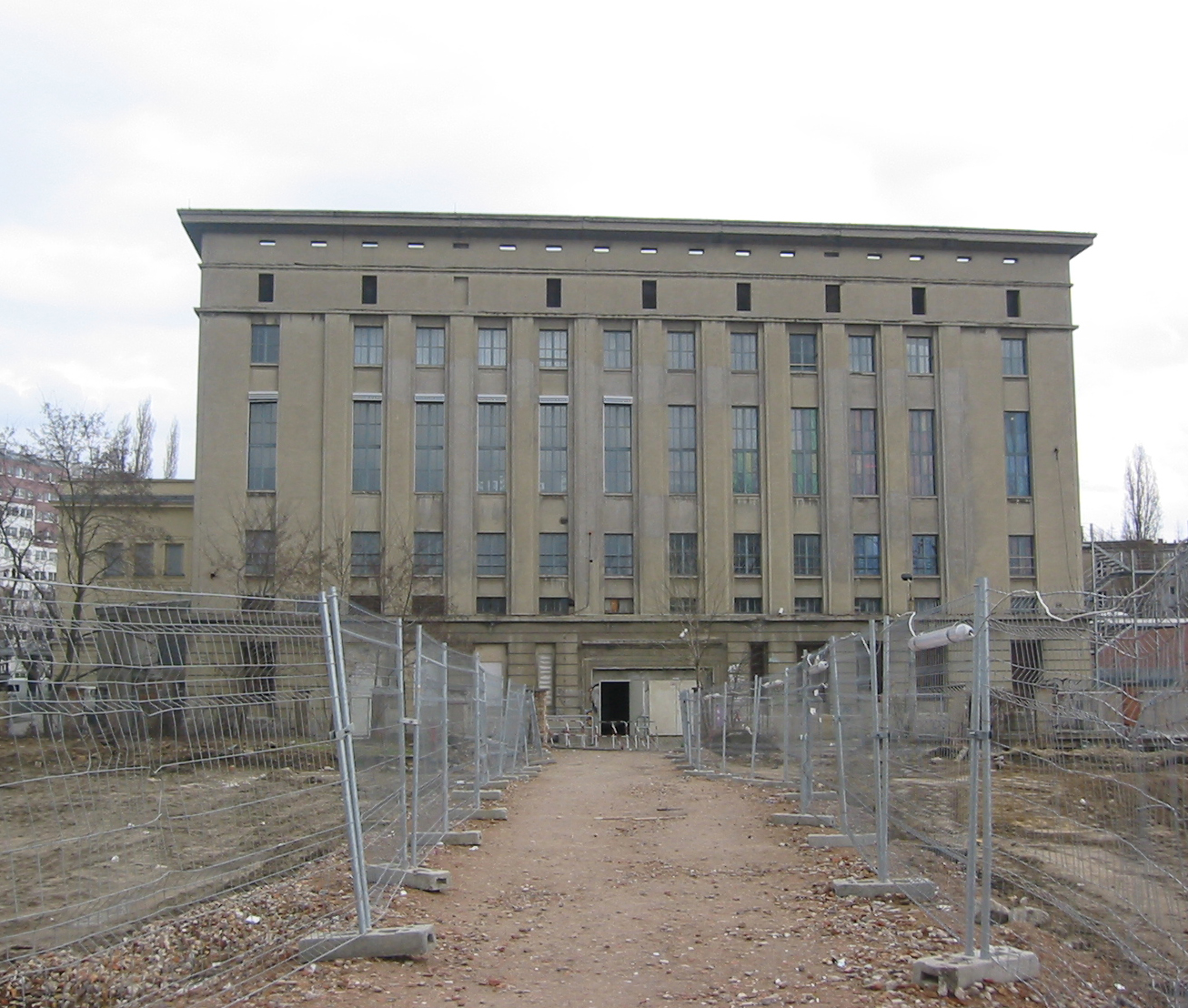
Das Berghain

Zu den gegenwärtig populären Veranstaltungsorten gehören Clubs wie Berghain, Tresor, Watergate, Sisyphos, Golden Gate, ///about/ blank, Club der Visionaere, Wilde Renate, Ritter Butzke, Kater Blau oder das KitKat. Viele der genannten Clubs sind bekannt für eine sehr strenge sogenannte Türpolitik. Das bedeutet, dass selbst in kleineren oder scheinbar schlecht besuchten Clubs ein signifikanter Teil der Gäste, trotz mitunter stundenlanger Wartezeit, von den Türstehern abgewiesen wird, ohne dass es dafür einen für Außenstehende erkennbaren Grund gibt. Die Frage angeblicher Dresscodes ist immer wieder Gegenstand von online und offline geführten Diskussionen, wobei sich die Clubs meist in Schweigen hüllen und ihre genaue Einlasspolitik nicht erläutern. Offenbar spielen neben der Kleidung viele andere Faktoren eine Rolle. Für internationale Medienaufmerksamkeit sorgte 2015 die Annonce einer anonymen Person auf Craigslist, die angeblich 100 Euro für einen sicheren Einlass ins Berghain und Kater Blau bot. Obwohl die Hintergründe und Authentizität der Anzeige unklar blieben, sorgte die Meldung für ausführliche Diskussionen in Sozialen Netzwerken und einen bemerkenswerten Umfang an Berichterstattung.
Der Journalist Tobias Rapp schätzte die Größe der aktiven Szene in Berlin im Jahr 2009 auf „etwa 10.000 Leute“.
Wiederholt war von einem angeblichen Clubsterben in Berlin die Rede. Dies liegt einerseits daran, dass international bekannte Clubs wie die Bar 25 verschwanden. Andererseits wurde die Diskussion ab 2014 angefacht durch Artikel in der New York Times oder dem Rolling Stone, die behaupteten, die beste Zeit der Berliner Technokultur sei vorbei. Dem wurde ebenfalls medial widersprochen.
Filme
- Joachim Haupt: Techno City – Ein Wochenende in der Berliner Szene, SFB 1993
- Party auf dem Todesstreifen – Soundtrack der Wende, arte 2014
- Berlin ’90 – Der Sound der Wende, ZDF 2015

#### Düsseldorf, Krefeld und Neuss
Im Raum Düsseldorf galten der Club Poison, später Rheingold im Rheingoldsaal am Hauptbahnhof Düsseldorf, das Tor 3 mit seinen Acid Partys und der Club Tribehouse in Neuss als etablierte Orte der Technokultur. Letzterer konnte sich 2004 beim Dance Music Award als bester platzieren, beide sind jedoch mittlerweile geschlossen. Am 25. September 2010 wurde das Tribehouse unter dem Namen 102 Club (benannt nach der Hausnummer) wiedereröffnet. Weitere Locations sind die Kiesgrube Neuss, der Salon des Amateurs sowie die Baka Gajin und Kunstgeschwister-Events. Im Sommer finden am Kunst im Tunnel kostenlose Open-Air-Partys statt.
In Krefeld galt ab 1989 die Königsburg als Hotspot der Acid-, House- und Technoszene. 

#### Frankfurt am Main und Offenbach am Main
Neben Berlin entwickelte sich Frankfurt am Main ab Ende der 1980er Jahre zu einer wichtigen Metropole der Bewegung und galt insbesondere während der frühen 90er Jahre zusammen mit Berlin als Techno-Hauptstadt. Später verlegten allerdings einige Labels, Musiker und Zeitschriftenredaktionen ihren Sitz nach Berlin. Einige Jahre lang bestand zudem eine starke Konkurrenz zwischen einzelnen Protagonisten der beiden Städte.

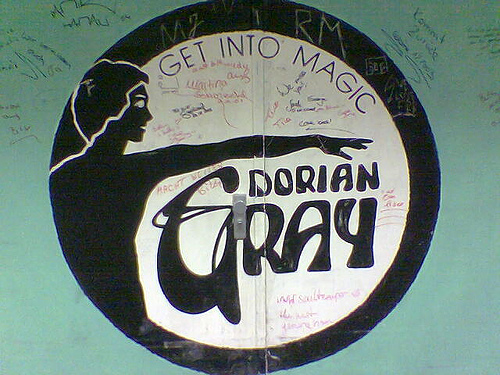
Eingang des Dorian Gray

1984 eröffnete Talla 2XLC den Technoclub als erste Diskothek in Deutschland, die sich ausschließlich auf elektronische Musik konzentrierte. Aus dem Flyer des Clubs entstand später die Frontpage als wichtigste Zeitschrift der Bewegung. Wichtige Clubs der Anfangszeit waren das von Sven Väth betriebene und für seine exzessiven Nächte bekannte Omen, das Dorian Gray, welches sich besonders durch seine Afterhour-Veranstaltungen einen Namen machte, und das XS (später Box), das vor allem eine Plattform für House und Drum and Bass bot. Als die Szene noch nicht so stark durch ihre Subkulturen geteilt war, gab es oft die Tendenz freitags härteren Techno in den Clubs zu spielen und samstags auf softere Houseklänge auszugehen. Aus Labels wie Harthouse und Eye Q Records entwickelte sich die dritte Stufe des Sound of Frankfurt. Einflussreiche DJs und Vertreter dieses Sounds waren Sven Väth, Mark Spoon und DJ Dag. Daneben war mit Marc Acardipane, der seit 1989 unter verschiedenen Pseudonymen und Projektnamen für eine dreistellige Anzahl von Techno-Produktionen verantwortlich ist, auch einer der bedeutendsten Vertreter eines härteren Techno-Sounds in Frankfurt aktiv. Acardipanes und Don Demons Label Planet Core Productions (PCP) war Schmelztiegel verschiedener Techno-Stile und verband die deutsche Hardcore-Techno-Szene schon früh mit Akteuren in den Niederlanden, Belgien und den USA.
Wichtige Frankfurter Clubs waren bis Januar 2013 das U60311 und bis November 2012 der Cocoon Club. Führender Szeneladen war ab 1991 das Delirium, das sich auf den Vertrieb von Schallplatten und Clubwear spezialisierte. Ende der 1990er Jahre war Frankfurt auch geprägt vom Schranz und Hardtechno durch die DJs Chris Liebing sowie Felix Kröcher. Mittlerweile (Stand 2016) gibt es nur noch zwei rein elektronisch ausgerichtete Clubs: Das renommierte Robert Johnson in Offenbach, welches trotz seiner geringen Kapazität von ca. 250 Personen regelmäßig internationale Szenegrößen wie Ricardo Villalobos oder Dixon im Programm hat, sowie das Tanzhaus West in einer ehemaligen Farbenfabrik. Daher suchen Veranstalter verstärkt nach Off-Locations wie Künstlerateliers, Kellergewölben oder alten Bunkern und richten dort Partys aus. Bekannte Veranstaltungsreihen in Off-Locations sind Fluchtpunkt, Madame Renarde, Bad Boys Club oder Frühsport.
Bekannte Festivals in und um Frankfurt sind beispielsweise Love Family Park, Sound of Frankfurt (bis 2004), Kuddelmuddel Festival, Homerun oder Stadt Land Bass.
Filme
- Roberto Cappelluti, Broka Herrmann: Im Technorausch – 60 Stunden Dauerparty, Hessischer Rundfunk, 1996

#### Halle (Saale)
Die Stadt Halle (Saale) sorgte 2013 für deutschlandweite Medienaufmerksamkeit, nachdem der frischgewählte parteilose Bürgermeister Bernd Wiegand ein Wahlversprechen einlöste und sogenannten Spontanpartys unter freiem Himmel einen rechtlichen Rahmen gab – eine wohl bundesweit bis dahin einmalige Einrichtung. Illegale Open Airs hatte es schon seit den 2000er Jahren in der Stadt gegeben, oft unter dem Label tanztag, beispielsweise in der Galgenbergschlucht, die aber mitunter von der Polizei aufgelöst wurden. Nach der neuen Regelung wurden in der Stadt nun etwa ein Dutzend Freiflächen für solche Veranstaltungen freigeben, Veranstalter mussten lediglich 24 Stunden vorher ein Formular ausfüllen, sofern die Grenze von mehr als 500 erwarteten Gästen und 103 dB Lautstärke nicht überschritten wird. In den 1990er Jahren hatte sich unter dem Namen Chilllabeats ein Party-Kollektiv gebildet, das in leerstehenden Wohnungen oder Fabriken Elektropartys organisierte. Hieraus entstand später die heute noch existente Chaise Lounge. Weitere aktive Techno-Clubs sind das Charles Bronson oder das Station Endlos. Einzelne Technoveranstaltungen finden auch im Hühnermanhattan oder im Plan 3 / LaBim statt. Ehemalige Techno-Clubs trugen die Namen 3&20, Orangeclub, Trockendock oder Basserie. Die Szene der Stadt brachte mehrere mittlerweile bundesweit bekannte und auch kommerziell erfolgreiche Künstler hervor, wie beispielsweise die Kollektive Super Flu oder Monkey Safari.

#### Hamburg

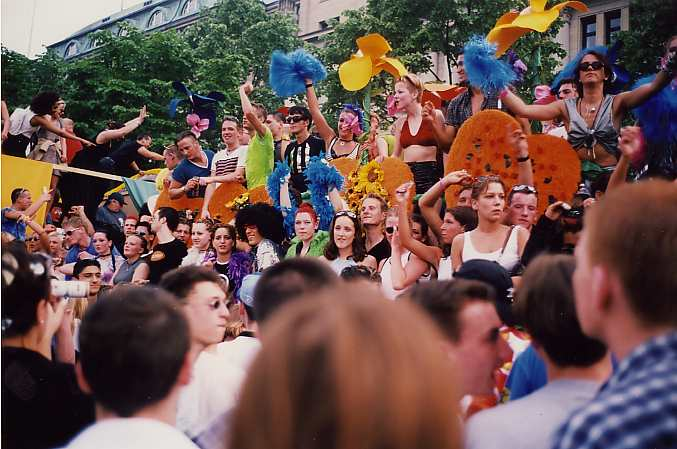
G-Move auf dem Jungfernstieg, 1997

Ende der 1980er Jahre gehörte die Hamburger Diskothek FRONT zu den ersten Clubs in Westdeutschland, in denen Acid House gespielt wurde. 1993 eröffnete in Hamburg in der Großen Freiheit der Tunnel Club, der den Schwerpunkt auf Hardtrance und Hardstyle legt und nach mehreren Umzügen auch noch in den 2020er Jahren im Hamburger Kiez beheimatet ist. Das zum Club zugehörige Label Tunnel Records existierte von 1993 bis 2015.
Mit dem Generation Move fand ab 1995 in Hamburg jährlich eine Technoparade statt, die bis 2004 kontinuierlich am Pfingstsamstag durchgeführt wurde. Nachdem die Teilnehmerzahlen zurückgingen, fiel die Veranstaltung 2005 aus, 2006 und 2007 wurde sie in Kiel durchgeführt.

#### Kassel
In Kassel befand sich von 1994 bis 2002 das in den ersten Jahren noch als Aufschwung Ost bezeichnete Stammheim. Der Club wurde in den 1990er Jahren, unter anderem auch durch die Werbung mit der Comicfigur Ravelinde durch das Künstlerduo Bringmann & Kopetzki, deutschlandweit bekannt.

#### Köln und Bonn
Köln war zu Beginn der 90er Jahre populär für Acid Techno, später werden oft Minimal Techno und Minimal House als charakteristischer Sound für Köln genannt. Großen Einfluss hat hier das Label Kompakt von Wolfgang Voigt.
Im Mai 1988 öffnete der Rave Club auf dem Hohenzollernring in Köln seine Pforten, der sich unter den Resident-DJs Claus Bachor und Roland Casper noch vor dem Ufo (Club, Berlin) und dem Omen (Frankfurt am Main) deutschlandweit als einer der ersten House- und Techno-Clubs einen Namen machen konnte.
Im Jahr 1990 eröffnete der Spaceclub, unter anderem mit Roland Casper, Claus Bachor und Oliver Bondzio als Residents. 1991 folgte schließlich das Warehouse, das sich durch seine Loonyland-Partyreihe, welche von Ulrich Rauschenberger (U-Lee) und Sascha Weber organisiert wurde. Ableger wurde das Bootshaus an der Deutzer Werft, welches sich vor allem als Spielstätte für EDM-Genres wie Electro-House und Trap etablierte.
Im November 1991 gründete Claus Bachor im Bonner Ballhaus den Psycho Thrill, den er unter dem Motto „True Techno Underground – There are no rules, fear is unknown and sleep is out of question“ als Gegenentwurf zur kommerziellen Technoszene mit einem strikten Undergroundkonzept betreibt. 1992 wird Roland Casper Partner von Claus Bachors „Psycho Thrill“, der darüber hinaus zahlreiche nationale und internationale Top-DJs wie Oliver Bondzio, Jeff Mills, Dave Clarke, DJ Hell, Triple R, Claude Young, Steve Bug, Hans Nieswandt, DJ Misjah, uvm., als regelmäßige Guest-DJs hinzugewinnen kann. Nach der Schließung des Ballhauses zog Psycho Thrill im Juni 1995 in einen größeren Club nach Köln, in das 42 d.p. auf dem Hohenstaufenring.

#### Leipzig

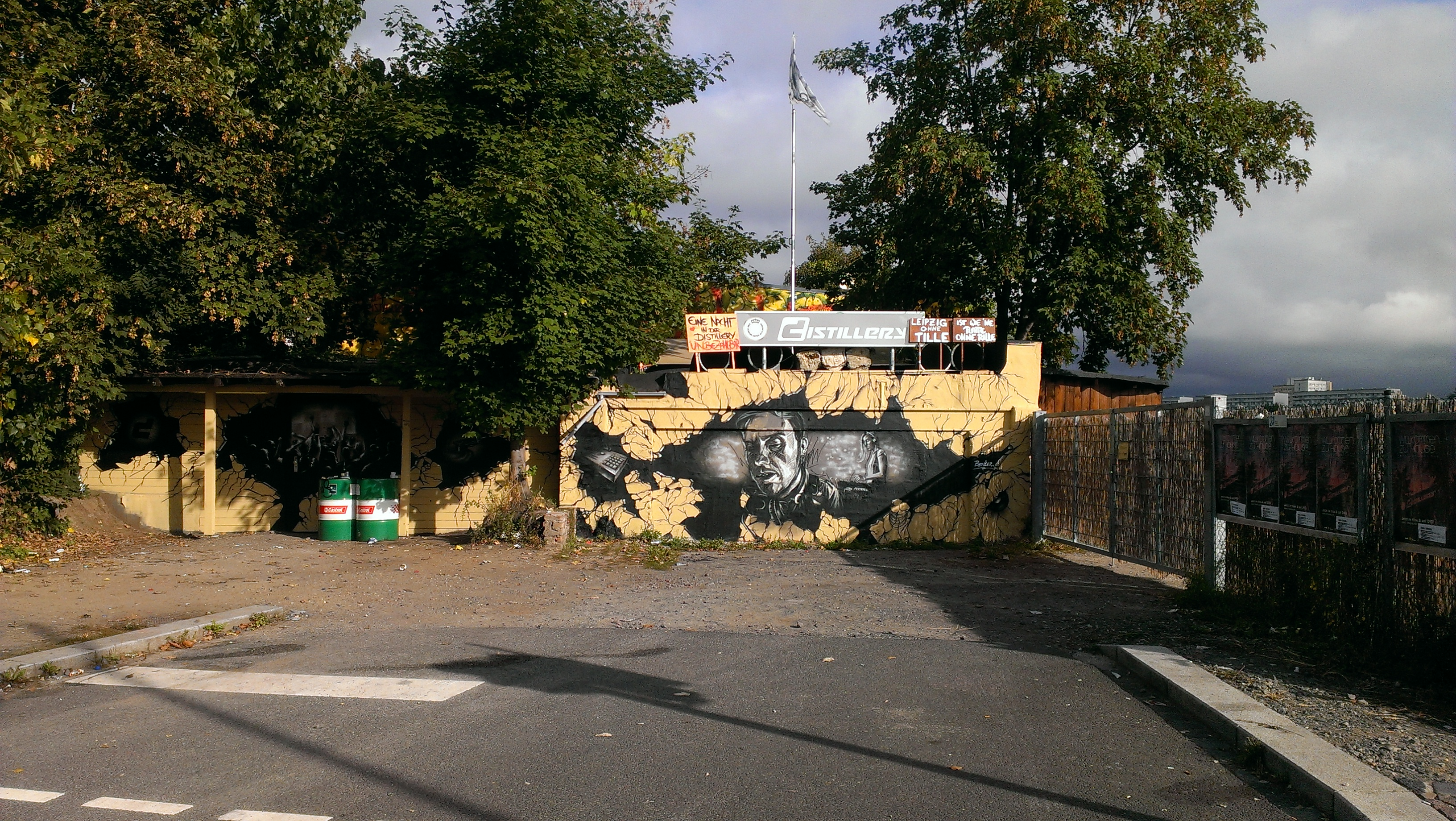
Distillery

Der erste Techno-Club Leipzigs war die BASIS, welche im Februar 1992 öffnete und 1998 ihren Betrieb einstellte. Sieben Monate später eröffnete die Distillery (ugs. als „Tille“ bekannt), die heute der älteste aktive Techno-Club Ostdeutschlands außerhalb Berlins ist und nach zwei Umzügen im Jahr 2024 auf der Alten Messe wiedereröffnet. Im Juni 1998 nahm das 10/40 (sprich Zehnvierzig) hinter dem Hauptbahnhof am Gelände der deutschen Bahn seinen Betrieb in der dritten Etage auf und erlangte im Januar 2004 traurige Berühmtheit, als ein 16-jähriger weiblicher Gast unter Einfluss von Drogen von einer S-Bahn erfasst wurde und am Unfallort verstarb. Dies führte schließlich dazu, dass der Club im Dezember 2004 schließen musste – unter der Crew 1040booking übten die damaligen aktiven Mitglieder einige Jahre weiterhin Einfluss auf die Szene aus. Weitere ehemalige Techno-Clubs waren das 2018 bis 2023 aktive mjut und das von 2014 bis 2025 bestehende Institut für Zukunft (IfZ). Zu den aktiven Clubs zählen neben der Distillery unter anderem das Elipamanoke.
Als einflussreichstes Label der Stadt gilt Moon Harbour Recordings mit seinen Sublabels Cargo Edition und Curl Curl. Gründer und Chef von Moon Harbour ist Matthias Tanzmann. Aus dem Moon Harbour Umfeld stammen außerdem die Künstler Sven Tasnadi und Daniel Stefanik, die auf Labels wie Poker Flat Recordings, Cocoon Recordings und Freude am Tanzen veröffentlichen. Auch zwei Festivals haben sich um Leipzig herum etabliert, das Th!nk? aus dem Umfeld der Distillery und das Nachtdigital, welches unter anderem vom Leipziger Steffen Bennemann veranstaltet wird. Daneben gibt es in Leipzig auch eine sehr agile Drum-and-Bass-Szene um die Ulan Bator Crew sowie eine agile Psytrance-Szene um die Traumfahrergilde Crew.
Leipzig wurde aufgrund der Nähe zu Berlin wiederholt mit der Hauptstadt verglichen, so ist bezogen auf die Technokultur vereinzelt der Spruch „Leipzig ist das neue Berlin“ zu hören. Diese Einstellung wurde 2012 durch einen Artikel der Zeit befeuert, der die hohe Zahl von illegalen Partys in Leipzig erwähnte, wohingegen Berlin mittlerweile durchkommerzialisiert sei. Angeblich seien deswegen Teile der Szene nach Leipzig „weitergewandert“.

#### München

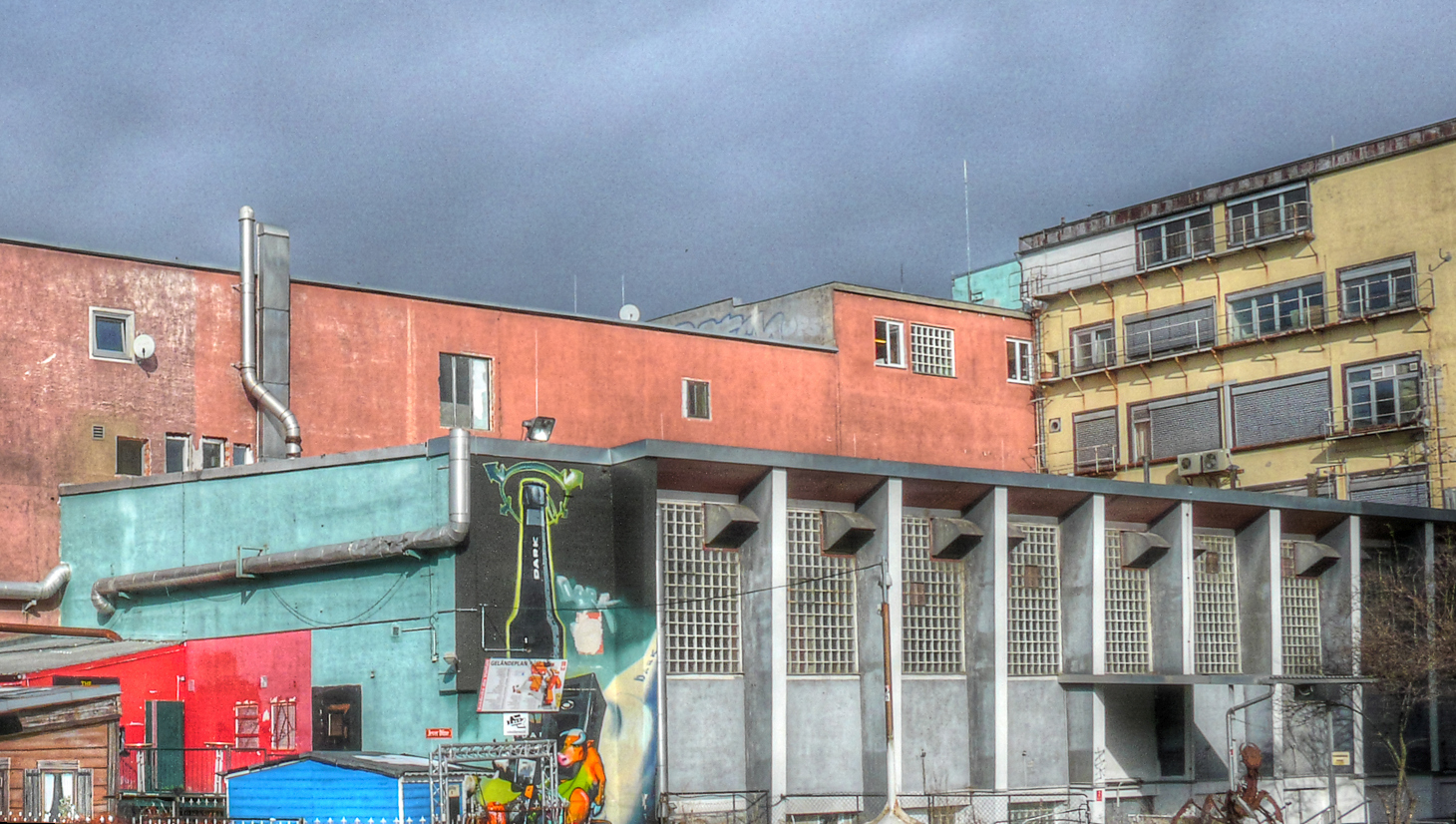
Das Ultraschall II in den Pfanni-Werken (1996–2003)

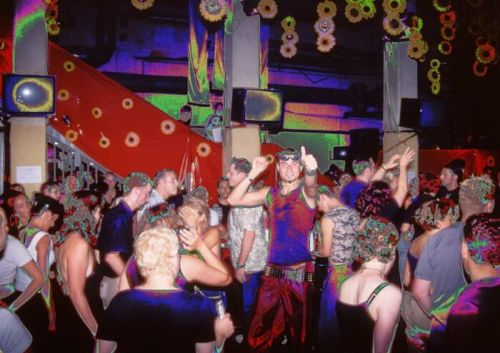
Clubnacht im KW in den 1990ern

Die Ravekultur begann in München Ende der 1980er Jahre, als sich während der Acid-House-Welle die Negerhalle (1983–1989) und die ETA-Halle in der Eisenbahnkaserne an der Dachauer Straße als erste Underground-Clubs für elektronische Tanzmusik etablierten. Die beiden zwischengenutzten, maroden Industriehallen aus dem Ersten Weltkrieg markieren den Beginn der sogenannten Hallenkultur in der deutschen Clubszene.
Im Tanzlokal Größenwahn veranstaltete DJ Hell ab 1990 erste Technopartys. Der Babalu Club (1990–1994) führte in Deutschland das Konzept der Afterhours ein. Zu dieser Zeit entstanden auch die Veranstaltungsreihen Technomania und Technodrome sowie der Recordstore von Tom Novy und Woody. 1993 eröffneten als weiterer Teil der Münchner Hallenkultur mit der Nachnutzung des Flughafens München-Riem die ehemaligen Abflughallen Zeppelinhalle (Hit FM Hall), Charterhalle, Terminal 1 und Wappensaal, wo Großraves wie die Rave City-Veranstaltungen oder Universe Rave – Tribal Gathering stattfanden.
Als einflussreiches Label elektronischer Tanzmusik wurde Disko B 1993 von Peter Wacha gegründet, der ein Jahr später das Ultraschall in der ehemaligen Großküche des Flughafengeländes als ersten reinen Techno-Club in München eröffnete. Wichtige Kommunikationspunkte der Technoszene in den 1990er Jahren waren Lifestyle- und Plattenläden wie der seit 1982 bestehende Optimal Records, die 1993 eröffnete Münchner Filiale des Delirium, der Container Records (später Parasound) und der Neutronic. Nach der Schließung des Babalu wanderten die sonntäglichen Afterhours in die Halleluja-Halle, aus der später der Tempel entstand. Beliebter Szenetreffpunkt und Veranstaltungsort war in dieser Zeit auch der Pulverturm.
1994 wurde in München das Techno- und House-Fanzine Partysan gegründet. Legendär waren zu dieser Zeit auch die Ritual of life-Veranstaltungen von Sven Väth. Seit den 1990er Jahren spielen auch, begünstigt durch zahlreiche Stilllegungen von Kraftwerken, Fabriken, Kauf- und Verlagshäusern, Hoch- und Tiefbunkern, Kasernen oder Panzerübungsplätzen, Untergrundprojekte für die Münchner Technokultur eine Rolle.
Von 1995 bis 2001 war in München mit dem Union Move die zeitweise zweitgrößte Technoparade in Deutschland mit bis zu 100.000 Teilnehmern beheimatet.
1996 wurde das Ultraschall II auf dem Gelände der ehemaligen Pfanni-Werke im Kunstpark Ost wiedereröffnet. Weitere europaweit bekannte Techno-Clubs in dieser Zeit waren das KW – Das Heizkraftwerk sowie der Natraj Temple, ein psychedelisch eingerichteter Club, welcher zu einem internationalen Zentrum der Goa-Szene wurde.
Ebenfalls 1996 wurde in München von DJ Hell das Plattenlabel International Deejay Gigolos gegründet, sowie bereits ein Jahr zuvor das Label Kurbel Records von Richard Bartz. Während Gigolo den Electroclash in die Münchner Clubs brachte und Labels wie Disko B und Kurbel für den spezifischen Munich Techno standen, beeinflussten auch weitere Münchner Labels wie Compost Records, Kosmo Music oder Musik aus Strom die Technokultur der neunziger Jahre.
2003 eröffneten die Ultraschall-Betreiber das Harry Klein zunächst auf dem Gelände der Optimolwerke und ab 2010 in der Sonnenstraße, sowie die Rote Sonne am Maximiliansplatz. Weitere bekannte Techno-Clubs waren der Nachtwerk Club, The Garden, Die Registratur, die Badeanstalt, der Nox Club, die Grinsekatze, der Bullitt Club, das Kong, das Bob Beaman und der MMA Club (Mixed Munich Arts). Zu den populärsten aktiven Veranstaltungsorten zählen der Blitz Club, Bahnwärter Thiel, Rote Sonne, DNA Club, Palais, Charlie, Legal Club, Pimpernel und Pacha. Bekannte Festivals der elektronischen Musik in und um München sind Isle of Summer, Wannda Circus Open Air, Utopia Island, Greenfields Open-Air-Festival, Traumfänger, Schall im Schilf, Back to the Woods, das Echelon Festival sowie die Technoparade Krachparade.
Einflussreiche Musiker der lokalen Szene sind beispielsweise DJ Hell, Richard Bartz, Monika Kruse, Acid Maria, Tom Novy und Tomcraft.

#### Nürnberg

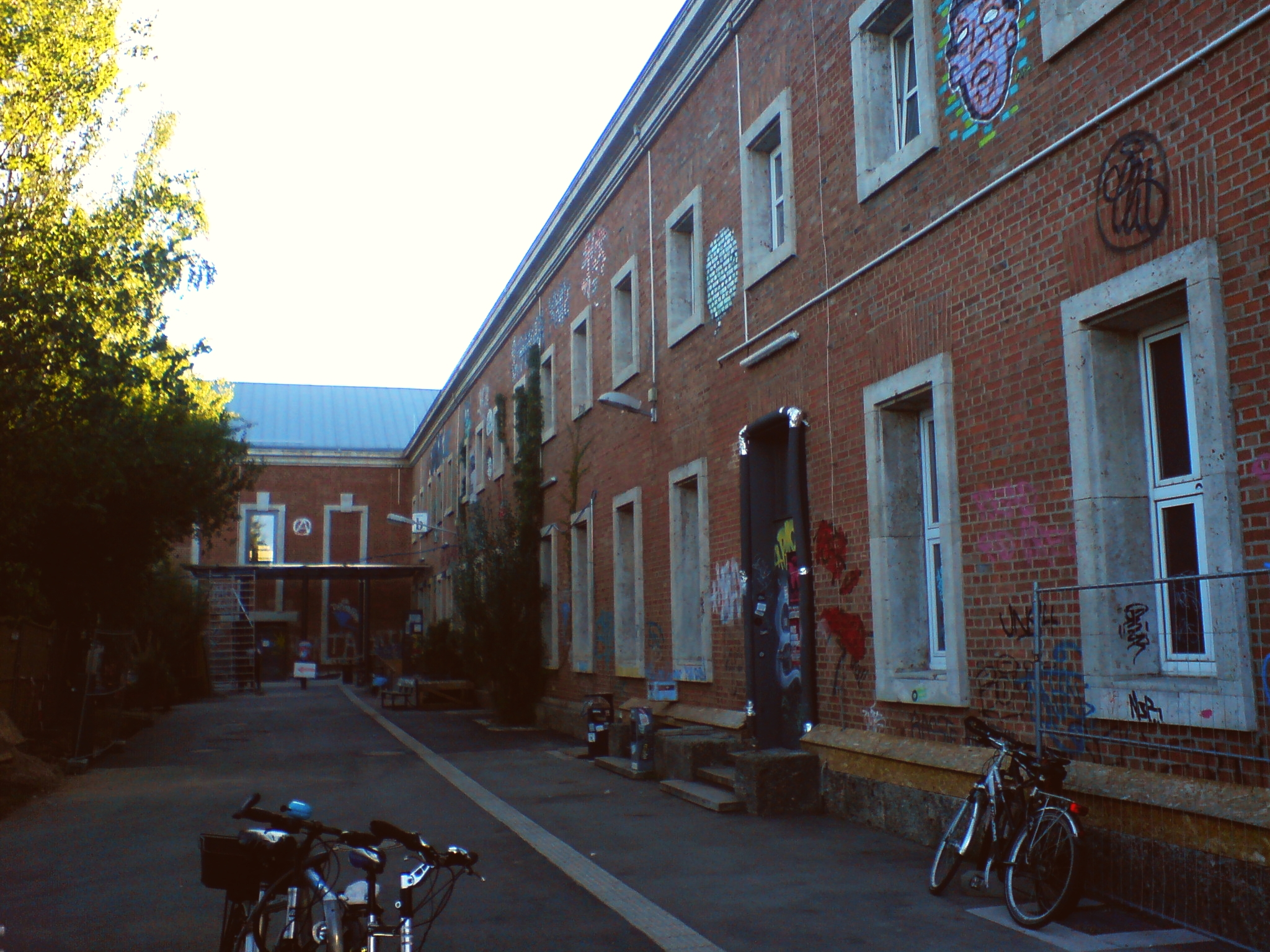
Der Club Zoom befand sich von 2001 bis 2010 im sogenannten Z-Bau.

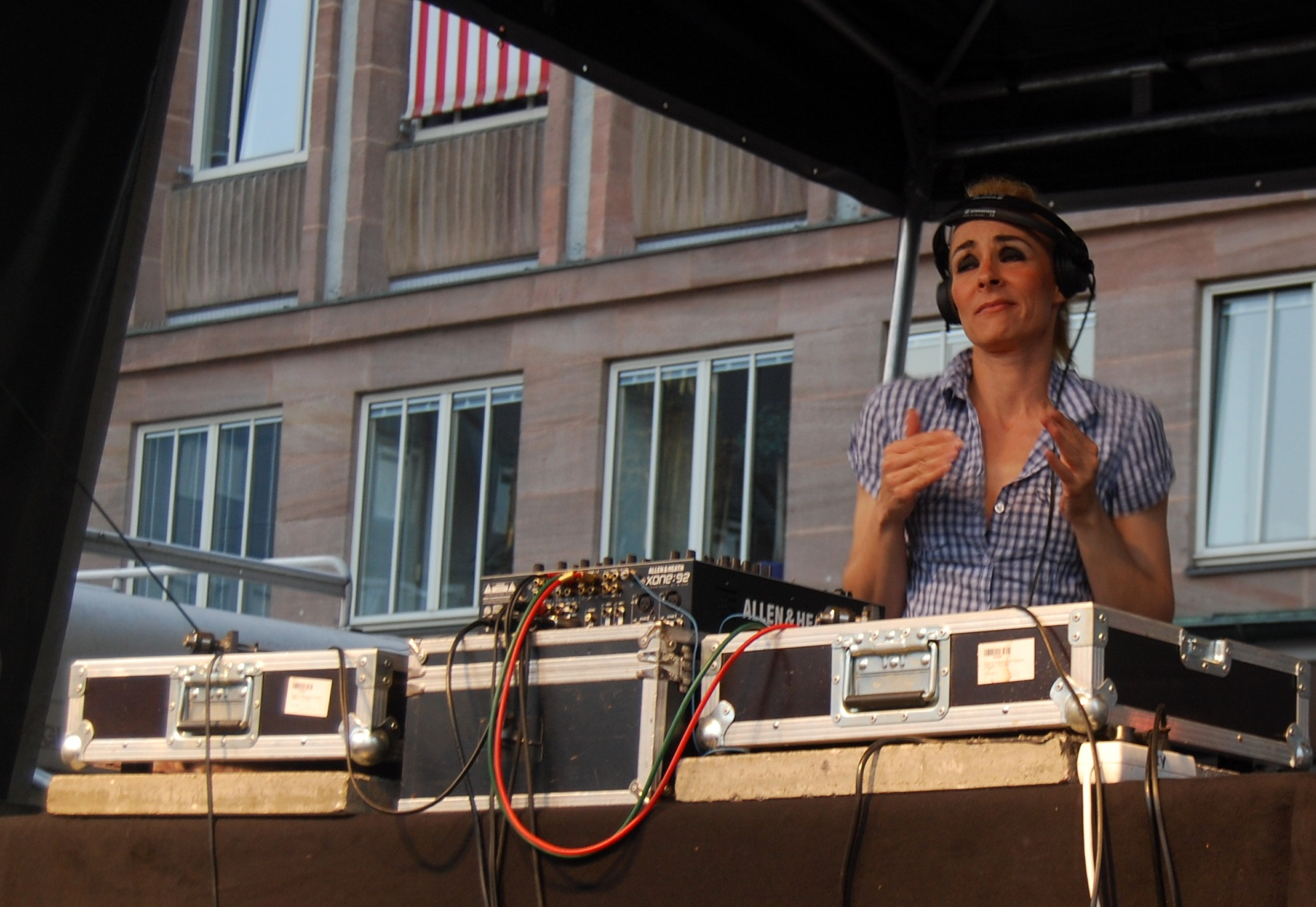
Marusha aus Nürnberg bei der Veranstaltung Z-Bau erhalten auf dem Hauptmarkt.

Nachdem die Nürnberger DJ Marusha zusammen mit einem Freund bereits in den 1980er Jahren diverse Veranstaltungen organisierte, eröffneten sie 1989 mit dem One den ersten Techno-Club Nürnbergs. Neben Sven Väth spielten zu dieser Zeit hauptsächlich aus England stammende DJs im Club, der rund 1.500 Personen fasste und sich in einem ehemaligen Kino befand.
Es folgte 1990 als zweiter Techno-Club der Stadt das sogenannte tru$t auf dem Klingenhofareal im Norden Nürnbergs und der Club Viper Room im Altstadtviertel St. Lorenz, die als weitere Anlaufpunkte der lokalen Szene galten. Auch das ebenfalls in St. Lorenz gelegene Mach 1 (vormals Charlie M) entwickelte zu diesem Zeitpunkt eine größere Bekanntheit und galt jahrelang als führend im Bereich progressiver Housemusic. Des Weiteren fanden in den späten 1980er und 1990er Jahren auch vermehrt Veranstaltungen in größeren, leerstehenden Gebäuden, unter anderem dem 1994 geschlossenen Volksbad statt.
2001 eröffnete mit dem Zoom im Z-Bau der ehemaligen SS-Kaserne ein großer Techno-Club, der durch ein nationales wie internationales Booking weit bekannt und ein Wegbereiter für die lokale Szene im Bereich Tech House und Minimal Techno wurde. Nach der sanierungsbedingten Schließung des Zooms im Jahr 2010 entwickelte sich der Club Die Rakete, welcher ebenso im Süden der Stadt liegt, zu einem weit bekannten Anlaufpunkt der Technoszene. In den 2000er und 2010er Jahren fanden zudem in größeren, leerstehenden Gebäuden, wie dem ehemaligen Quelle-Versandhaus an der Fürther Straße oder dem leerstehenden Kaufhof-Gebäude am Aufseßplatz regelmäßig große Techno-Veranstaltungen statt.
Eine bekannte Institution mit diversen Veranstaltungsformaten, wie dem Techno-Train oder der Techno-Church, über die auch international berichtet wurde, ist das Haus 33 im Nürnberger Rotlichtviertel an der Frauentormauer, das seit 2013 (vormals Große Liebe) existiert. Der Club richtet sich in seiner Zielgruppe vorrangig an Gay and Friends. In den letzten Jahren kam es durch vermehrte Razzien, Beschwerden beim Ordnungsamt und darauf folgende strenge Auflagen aber auch zu Schließungen von Clubs wie den Viper Room-Nachfolgern Nano (2016) und 4hertz (2018) sowie dem Waschsalon (2017) auf dem Klingenhofareal.
Überregionale Beachtung fand auch die erste U-Bahn Party Deutschlands im April 2024, als zwei Stunden in einem extra bereit gestellten G1-Zug im U-Bahnhof Scharfreiterring gefeiert werden konnte.
Des Weiteren finden in den Sommermonaten mit Tanzen im Grünen, dem Propaganda Festival, ParkHouse, Klangtherapie, Mahagoni, Tellerrand, Wilde Emma, Sommerliebe sowie Container Love mehrere Techno-Festivals in und um Nürnberg statt. Die beiden in der südlichen Altstadt gelegenen Clubs Mitte Soundbar und das Schimanski (vormals 360 Grad und Badewanne) sind ebenso wie das Heizhaus an der Fürther Straße im Westen der Stadt oder die Mississippi Queen am Nürnberger Hafen weitere Anlaufpunkte der lokalen Szene.
Filme
- Hannah Wolny: Afterhour – Elektronische Musik in Nürnberg, Medienwerkstatt Franken, 2019

#### Rhein-Neckar
In der Metropolregion Rhein-Neckar (Mannheim / Heidelberg / Ludwigshafen) ist die Technoszene relativ homogen. Es gab ab Mitte der 90er eine kleine, aber wegweisende, progressive elektronische Musikszene rund um den Club HD800 und Labels wie Shitkatapult, Source Records, Mole Listening Pearls, Workshop und eben HD800. Parallel existiert hier eine ausgeprägte Break-Beat, Jungle- und Drum-and-Bass-Szene, die sich schon sehr früh an englischem Hardcore orientierte und maßgeblich zur Entwicklung in Deutschland beitrug.

Milk!-Logo

Aufgrund der Sperrstunde und restriktiver Drogenpolitik in Baden-Württemberg haben Techno-Veranstaltungen und Clubs hier oft nur eingeschränkte Möglichkeiten. Frühe Clubs und Veranstaltungsorte waren das Hardrock Cafe Mannheim – wo Gregor Dietz schon in den sehr frühen 80ern neben Punk auch elektronische Musik der 80er Jahre (Front 242, Cabaret Voltaire, SPK usw.) auflegte, das House in Dossenheim (mit Gregor Dietz & Dirk Mantel), Milk! in Mannheim, Yellow Kitchen in Mannheim (im ehemaligen Hardrock Cafe), der Maimarktclub mit den Universe Fancy Dancern, das Dr. Watson in Mannheim sowie das Normal in Heidelberg. Im benachbarten Rheinland-Pfalz gab es das Loft sowie die Walzmühle (Ludwigshafen). Weitere Partys fanden in der alten Schildkrötfabrik oder im Bunker am Schloss / Uni Mannheim statt. Wichtige Plattenläden für die regionale Szene waren das WOM (World of Music) (Gregor) & Humpty (Frank) sowie Goa Records, aus dem später die Mannheimer Filiale des Delirium, das Freebase Mannheim sowie der Monotone Recordstore hervorgingen. Maßgeblich beteiligt an der musikalischen Entwicklung der Szene waren DJs wie Gregor Dietz (R.I.P 2005), Move D, Groover Klein, D-Man und Bassface Sascha.
Filme
- Claudia Barthold, Katja Batzler, René Hamann, Daniel Herbert, Bastian Thomanek: Jungle68, 2002

### Österreich
In Österreich entwickelte sich im Großraum Linz um 1994 herum eine erste lokale Technoszene. Neben Linz, unter anderem in der Stadtwerkstatt, spielte auch die ehemalige Fabrikhalle der Kaolinwerke Kamig in Schwertberg, welche unter dem Namen „Kanal“ als Veranstaltungsort bekannt wurde, eine wichtige Rolle. Es entstanden einige oberösterreichische Techno-Kollektive, welche man heute als Freetekno-Soundsysteme bezeichnen würde. Diese Soundsysteme wie Uran-C, Chemotaxis und Teamtrash waren auch im benachbarten Ausland auf Technopartys vertreten. Bekannte Technoparaden in Österreich waren die Loveparade und die Freeparade in Wien, sowie die Unite Parade in Salzburg. Bekannte feste Veranstaltungsorte für Technomusik in Wien sind die Pratersauna sowie musikalisch breiter aufgestellte Clubs wie die Grelle Forelle, das Flex oder die Auslage. Bekannte österreichische Techno-DJs sind beispielsweise Christopher Just von Ilsa Gold, Patrick Pulsinger und Electric Indigo, aber auch primär für Downbeat bekannte Musiker wie Peter Kruder.

### Schweiz
Die Schweiz ist vor allem für ihre zahlreichen Technoparaden bekannt. 1992 fand die erste Zürcher Street Parade statt, welche seit dem Ende der Loveparade die größte Techno-Party der Welt ist. In Genf fand ab 1997 die Lake Parade statt, in Basel seit 1995 der Jungle Street Groove sowie seit 2005 die Beat on the Street, und in Bern seit 2011 die Tanz Dich frei. Mit der Antiparade fand seit 1996 auch eine antikommerzielle Gegenparade zu Street Parade ähnlich der Berliner Fuckparade statt. Wichtige Techno-Clubs in der Schweiz waren in Zürich das Oxa mit den Tarot-Afterhours ab 1991, der erste feste Techno-Club Grodoonia (1994–1996), der Sensor Club (1996–1999), das Rohstofflager (1997–2010), die Dachkantine (2003–2006) und die Zukunft (2005–2025).
Das Bundesamt für Kultur hat im Januar 2024 seine Liste der lebendigen Traditionen in der Schweiz zum ersten Mal seit 2012 erweitert und mit der bislang jüngsten Kultur ergänzt. Damit ist die Zürcher Technokultur jetzt Teil des immateriellen UNESCO-Kulturerbes. Das bedeutet, die Zürcher Techno-Szene ist offizielles Kulturerbe
Filme
- Nicole Biermaier, Ravi Vaid, Dion Merz: Dachkantine – Ein Elektromentarfilm, 2009.

## Medien

### Hörfunk
Ende der 1980er und Anfang der 1990er Jahre hatten die Sendungen SFBeat bei dem damaligen Sender SFB 2 beziehungsweise später The Big Beat bei Radio 4U, die samstagabends ausgestrahlt und von Monika Dietl moderiert wurden, innerhalb der Berliner Szene einen Kultstatus erlangt. Einerseits informierten sich interessierte Hörer über musikalische Neuerungen der sich entwickelnden Techno-Szene, andererseits wurden auch verschlüsselt Termine von teils illegalen Partys, beispielsweise des Ufos, in ihren Sendungen bekannt gegeben. 1990 folgte Marusha mit Dancehall bei DT64. Während Dietl ihre Radio-Karriere später aufgab, moderierte Marusha bis 2007 die Sendung Rave Satellite auf Fritz. Ellen Allien hatte bis 1997 auf dem Radiosender Kiss FM ihre eigene Show mit dem Namen Braincandy. Die Hr3 Clubnight konzentrierte ihr Programm zunehmend auf DJ-Sets im Bereich House, Techno und Trance. Auf dem britischen Soldatensender British Forces Broadcasting Service (BFBS) wurde von 1991 bis 2001 die von Steve Mason moderierte Show The Steve Mason Experience ausgestrahlt. Bekannt war auch der von Piet Blank (Blank & Jones) moderierte Partyservice auf 1Live, der später dann auch von Moguai moderiert wurde. Beim Sender RPR1 ging im Juni 1990 die Sendung Maximal, immer freitags abends von 21:00 Uhr – 0:00 Uhr moderiert von Tillmann Uhrmacher an den Start. Später 1997 ging Evosonic, betrieben von einem Team um DJ Mike S. (Chris Maico Schmidt) aus Stuttgart und Hauptgesellschafter Frank Heitmeyer, als erste Radiostation über Satellit auf Sendung, die sich ausschließlich elektronischer Musik widmete. Ebenfalls im Jahr 1997 nahm der Techno orientierte Musikradiosender sunshine live in Schwetzingen den Sendebetrieb auf, der bis heute formal ein Lokalsender für Teile des nördlichen Baden-Württembergs ist (wo er auch neben Stuttgart ausschließlich über terrestrische UKW-Frequenzen verfügt), aufgrund der großen Anhängerschaft und der musikalischen Spezialisierung aber seit Jahren eine bundesweite Verbreitung anstrebt und diese über Kabeleinspeisung und Satellitenausstrahlung teilweise auch erreicht. Zudem gibt es heute eine Vielzahl von Webradios, die sich auf ganz spezielle Sparten elektronischer Musik spezialisieren.

### Fernsehen
Mitte der 1990er Jahre war die Musikkultur bereits so etabliert, dass erstmals entsprechende Fernsehformate entstanden. Marusha moderierte das Jugendmagazin Feuerreiter, welches erst im ORB, und anschließend im Ersten ausgestrahlt wurde. Der Jugendsender VIVA startete die Sendung Housefrau mit den DJs Mate Galić und Sabine Christ und sendete regelmäßig live von der Mayday. Die Space Night auf dem BR wurde durch die Umstellung auf Chill-Out- und Ambient-Musik zum beliebten Nachtprogramm der Technoszene. Jährlich wurde auch erst auf Lokalsendern und später auch im Privatfernsehen live von der Loveparade übertragen.

### Magazine
Frontpage war die erste Zeitschrift, die sich ausschließlich der Musikkultur Techno widmete. Als stilprägend gilt auch das erstmals 1992 erschienene 1000 Clubzine. Es folgten Groove und Raveline, die sich anfangs alle ausschließlich durch Werbung finanzierten und kostenlos auf Technopartys, in Clubs oder Szeneläden erhältlich waren.
Aufgrund einer wöchentlichen Flut von Flyern entstand die Idee, diese in einem Heft im Din-A5-Format zu sammeln und mit Informationen und Artikeln zu ergänzen. So entstanden die Magazine Flyer und Partysan, später auch sub culture und speziell für die Goa-Szene Mushroom.
Nach dem Konkurs der Frontpage gründete ein Teil der Redaktion später das Magazin de:bug.

### Filme

#### Spielfilme
Der Spielfilm Human Traffic von dem Regisseur Justin Kerrigan aus dem Jahr 1999, stellt auf parodistische Art die britische Raveszene dar und handelt von einem exzessiven Wochenende einer Partyclique. Der Film Groove – 130 bpm aus dem Jahr 2000 konzentriert sich dagegen auf die US-amerikanische Raveszene und spielt auf einer illegalen Techno-Party in San Francisco.
In dem Episodenfilm be.angeled mit Mark Spoon werden die Erlebnisse mehrerer Menschen vor, während und nach der Loveparade 2000 in Berlin geschildert. 2008 erschien der Film Berlin Calling mit dem Musikproduzenten Paul Kalkbrenner in der Hauptrolle. Dieser Film konzentriert sich auf den Lebensstil eines einzelnen Techno-DJs und geht auch auf die Drogenproblematik der Szene ein.

#### Dokumentationen
In dem Film Berlin Techno City wurde 1993 mit unter anderem Marusha, Tanith und Mijk van Dijk die frühe Technoszene in Berlin dokumentiert. Ebenso wurde die derzeitige Szene in der zehnten Folge der Sendung Pop 2000 behandelt.
1996 produzierte der Hessische Rundfunk die Dokumentation Im Techno Rausch – 60 Stunden Dauerparty, wobei eine Partyclique aus dem Raum Frankfurt am Main ein ganzes Wochenende lang von einem Filmteam begleitet und interviewt wird.
Auch 1996 produzierte Arte den Film Universal Techno.
Die englischsprachige Dokumentation Modulations – Cinema for the ear von 1998 behandelt zeitgenössische elektronische Musik und zeigt zahlreiche Interviews mit einflussreichen Musikern der Techno-Szene, insbesondere auch aus dem Bereich Detroit Techno.
Der Film Jungle68 von 2001/2002 behandelt die im Raum Mannheim beheimatete Jungle- und Drum-and-Bass-Szene.
2006 erschien das in Deutschland produzierte Porträt Feiern – Don’t forget to go home mit Interviews mit unter anderem Ricardo Villalobos und André Galluzzi.
Für den 2008 erschienenen Film We Call It Techno! wurde altes Filmmaterial aus den Anfängen der Technoszene in Deutschland von 1988 bis 1993 zusammengetragen.
2012 erschien der Dokumentarfilm Bar 25 – Tage außerhalb der Zeit, in dem es um die Menschen rund um die Berliner Bar 25 geht.
2014 widmete sich der TV-Sender Arte mit zwei innerhalb weniger Tage ausgestrahlten Dokumentationen einem vermeintlichen 25-jährigen Jubiläum der Technokultur. Zum einen wurde der von Dimitri Pailhe gedrehte Dokumentarfilm Willkommen im Club – 25 Jahre Techno ausgestrahlt, der die Entwicklung seit den 1980ern zeigt. Zum anderen lief der von Rolf Lambert gedrehte Dokumentarfilm Party auf dem Todesstreifen – Soundtrack der Wende, der insbesondere die Ereignisse um 1990 herum thematisiert und auf dem Buch Der Klang der Familie (s. Literatur) basiert.
Loveparade – Als die Liebe tanzen lernte ist ein Dokumentarfilm von Peter Scholl aus dem Jahr 2019, der die Entstehung der Loveparade in Deutschland ab 1989 dokumentiert. Der Film besteht aus aktuellen Interviews bekannter DJs sowie zeitgenössischem Film- und Fotomaterial.
In der 2022 erschienenen fünfteiligen Dokumentation Call me DJ! spricht Regisseurin und DJ Rosanna Grüter mit verschiedenen als DJ tätigen Frauen und gibt so einen Einblick in ihr Leben in der männerdominierten Technoszene.